# 1907
| [ Edytuj tabelę ]              | |
| Król Polski (tytularny)        | - 1894 Mikołaj II Romanow 1917 |
| Król Afganistanu               | - 1901 Habibullah Chan 1919 |
| Współksiążęta Andory           | - 1906 Josep Pujargimzú (p.o.) 1907 - 1907 Joan Baptista Benlloch i Vivó 1919 - 1906 Armand Fallières 1913                                                                                  |
| Prezydent Argentyny            | - 1906 José Figueroa Alcorta 1910 |
| Premier Australii              | - 1905 Alfred Deakin 1908 |
| Cesarz Austrii                 | - 1848 Franciszek Józef I 1916 |
| Król Bawarii                   | - 1886 Otto 1913 |
| Król Belgów                    | - 1865 Leopold II 1909 |
| Premier Belgii                 | - 1899 Paul de Smet de Naeyer 1907 - 1907 Jules De Trooz 1908 |
| Król Bhutanu                   | - 1907 Ugyen Wangchuck 1926 |
| Prezydent Boliwii              | - 1904 Ismael Montes 1909 |
| Prezydent Brazylii             | - 1906 Afonso Pena 1909 |
| Sułtan Brunei                  | - 1906 Muhammad Jamalul Alam II 1924 |
| Car Bułgarii                   | - 1887 Ferdynand I Koburg 1918 |
| Premier Bułgarii               | - 1906 Dimityr Petkow 1907 - 1907 Dimityr Stanczow 1907 - 1907 Petyr Gudew 1908 |
| Prezydent Chile                | - 1906 Pedro Montt 1910 |
| Cesarz Chin                    | - 1875 Guangxu 1908 |
| Premier Czarnogóry             | - 1906 Marko Radulović 1907 - 1907 Andrija Radović 1907 - 1907 Lazar Tomanović 1912 |
| Król Czech                     | - 1848 Franciszek Józef I 1916 |
| Król Danii                     | - 1906 Fryderyk VIII 1912 |
| Premier Danii                  | - 1905 Jens Christian Christensen 1908 |
| Dalajlama                      | - 1878 Thubten Gjaco 1933 |
| Prezydent Dominikany           | - 1906 Ramón Cáceres 1911 |
| Władca Egiptu                  | - 1892 Abbas II Hilmi 1914 |
| Premier Egiptu                 | - 1895 Mustafa Fahmi Pasza 1908 |
| Prezydent Ekwadoru             | - 1906 Eloy Alfaro 1911 |
| Cesarz Etiopii                 | - 1889 Menelik II 1913 |
| Prezydent Francji              | - 1906 Armand Fallières 1913 |
| Premier Francji                | - 1906 Georges Clemenceau 1909 |
| Król Grecji                    | - 1863 Jerzy I 1913 |
| Prezydent Gwatemali            | - 1898 Manuel Estrada Cabrera 1920 |
| Prezydent Haiti                | - 1902 Pierre Nord Alexis 1908 |
| Król Hiszpanii                 | - 1886 Alfons XIII 1931 |
| Premier Hiszpanii              | - 1906 Antonio González de Aguilar 1907 - 1907 Antonio Maura 1909 |
| Król Holandii                  | - 1890 Wilhelmina 1948 |
| Premier Holandii               | - 1905 Theodoor Herman de Meester 1908 |
| Prezydent Hondurasu            | - 1903 Manuel Bonilla 1907 - 1907 Tymczasowa junta 1907 - 1907 Miguel R. Dávila 1911 |
| Szach Iranu                    | - 1896 Mozaffar ad-Din 1907 - 1907 Mohammad Ali Szah 1909 |
| Premier Iranu                  | - 1906 Mirza Nasrullah Khan 1907 - 1907 Soltan Ali Khan Vazir-e-Afkham 1907 - 1907 Ali Asghar Chan Atabak 1907 - 1907 Mohammad Wali Chan Tonekaboni 1907 - 1907 Hossein Quli Khan Mafi 1908 |
| Władca Indii                   | - 1901 Edward VII 1910 |
| Król Irlandii                  | - 1901 Edward VII 1910 |
| Cesarz Japonii                 | - 1867 Mutsuhito 1912 |
| Premier Japonii                | - 1906 Kinmochi Saionji 1908 |
| Kalif                          | - 1876 Abdülhamid II 1909 |
| Premier Kanady                 | - 1896 Wilfrid Laurier 1911 |
| Emir Kataru                    | - 1878 Kasim ibn Muhammad Al Sani 1913 |
| Prezydent Kolumbii             | - 1904 Rafael Reyes 1908 |
| Patriarcha Konstantynopola     | - 1901 Joachim III 1912 |
| Władca Korei                   | - 1863 Kojong 1907 - 1907 Sunjong 1910 |
| Prezydent Kostaryki            | - 1906 Cleto González Víquez 1910 |
| Prezydent Kuby                 | - 1906 Charles Magoon 1909 |
| Prezydent Liberii              | - 1904 Arthur Barclay 1912 |
| Książę Liechtensteinu          | - 1858 Jan II Dobry 1929 |
| Wielki książę Luksemburga      | - 1905 Wilhelm IV 1912 |
| Premier Luksemburga            | - 1888 Paul Eyschen 1915 |
| Sułtan Maroka                  | - 1894 Abd al-Aziz IV 1908 |
| Prezydent Meksyku              | - 1884 Porfirio Díaz 1911 |
| Książę Monako                  | - 1889 Albert I 1922 |
| Król Nepalu                    | - 1881 Prithvi 1911 |
| Premier Nepalu                 | - 1901 Chandra Shumsher Jang Bahadur Rana 1929 |
| Cesarz Niemiec                 | - 1888 Wilhelm II Hohenzollern 1918 |
| Kanclerz Niemiec               | - 1900 Bernhard von Bülow 1909 |
| Prezydent Nikaragui            | - 1893 José Santos Zelaya 1909 |
| Król Norwegii                  | - 1905 Haakon VII 1957 |
| Premier Norwegii               | - 1905 Christian Michelsen 1907 - 1907 Jørgen Løvland 1908 |
| Premier Nowej Zelandii         | - 1906 Joseph Ward 1912 |
| Sułtan Omanu                   | - 1888 Fajsal ibn Turki 1913 |
| Prezydent Panamy               | - 1904 Manuel Amador Guerrero 1908 - 1903 José Domingo de Obaldía 1910 |
| Papież                         | - 1903 Pius X 1914 |
| Prezydent Paragwaju            | - 1906 Benigno Ferreira 1908 |
| Prezydent Peru                 | - 1904 José Pardo 1908 |
| Król Portugalii                | - 1889 Karol 1908 |
| Premier Portugalii             | - 1906 João Franco 1908 |
| Król Prus                      | - 1888 Wilhelm II 1918 |
| Car Rosji                      | - 1894 Mikołaj II 1917 |
| Premier Rosji                  | - 1906 Piotr Stołypin 1911 |
| Król Rumunii                   | - 1881 Karol I 1914 |
| Premier Rumunii                | - 1904 Gheorghe Cantacuzino 1907 - 1907 Dimitrie Sturdza 1908 |
| Król Saksonii                  | - 1904 Fryderyk August III Wettyn 1918 |
| Prezydent Salwadoru            | - 1903 Pedro José Escalón 1907 - 1907 Fernando Figueroa 1911 |
| Kapitanowie regenci San Marino | - 1906 Alfredo Reffi Giovanni Arzilli 1907 - 1907 Ciro Belluzzi Francesco Pasquali 1907 - 1907 Giuseppe Angeli Francesco Valli 1908                                                         |
| Król Serbii                    | - 1903 Piotr Karadziordziewić 1918 |
| Prezydent Szwajcarii           | - 1907 Eduard Müller 1907 |
| Król Szwecji                   | - 1872 Oskar II 1907 - 1907 Gustaw V 1950 |
| Premier Szwecji                | - 1906 Arvid Lindman 1911 |
| Król Tajlandii                 | - 1868 Chulalongkorn 1910 |
| Król Tonga                     | - 1893 Jerzy Tupou II 1918 |
| Premier Tonga                  | - 1905 Sione Mateialona 1912 |
| Sułtan Turków                  | - 1876 Abdülhamid II 1909 |
| Prezydent Urugwaju             | - 1903 José Batlle y Ordóñez 1907 - 1907 Claudio Wílliman 1911 |
| Prezydent USA                  | - 1901 Theodore Roosevelt 1909 |
| Prezydent Wenezueli            | - 1899 Cipriano Castro 1908 |
| Król Węgier                    | - 1848 Franciszek Józef I 1916 |
| Premier Węgier                 | - 1906 Sándor Wekerle 1910 |
| Monarcha Wielkiej Brytanii     | - 1901 Edward VII 1910 |
| Premier Wielkiej Brytanii      | - 1905 Henry Campbell- -Bannerman 1908 |
| Król Włoch                     | - 1900 Wiktor Emanuel III 1946 |

Rok 1907 / MCMVII
stulecia: XIX wiek ~
XX wiek ~
XXI wiek

dziesięciolecia:
1870–1879 •
1880–1889 •
1890–1899 •
1900–1909
• 1910–1919
• 1920–1929
• 1930–1939

lata: 1897 «
1902 «
1903 «
1904 «
1905 «
1906 «
1907
» 1908
» 1909
» 1910
» 1911
» 1912
» 1917

## Wydarzenia w Polsce
- 2 stycznia – we Lwowie powstało Karpackie Towarzystwo Narciarzy.
- 27 stycznia – spłonął ratusz w Karlinie.
- 31 stycznia – Organizacja Bojowa PPS dokonała zamachu na funkcjonariusza warszawskiej Ochrany W. Grüna.
- 14 lutego – Lwowska Galeria Obrazów została otwarta dla publiczności.
- 8 maja – powstał poznański klub sportowy KS Normania, obecnie KS Posnania.
- 9 czerwca – powołano stowarzyszenie pod nazwą „Związek Buchalterów w Warszawie” obejmującego swym zasięgiem Królestwo Polskie. Obecnie (2015) funkcjonuje pod nazwą „Stowarzyszenie Księgowych w Polsce”.
- 1 lipca – we Lwowie odbył się pierwszy w Polsce mecz hokeja na trawie.
- 12 sierpnia – Organizacja Bojowa Polskiej Partii Socjalistycznej dokonała napadu na pociąg i stację kolejową w Sławkowie.
- 22 września – pierwsze zagraniczne zwycięstwo polskiego lekkoatlety: Praga, bieg na 3000 m, Józef Kawecki, 10.13,8 s.
- 15 listopada – Olsztyn: uruchomiono elektrownię wodną na rzece Wadąg.
- 15 grudnia – Olsztyn: uruchomiono pierwsze dwie linie tramwaju elektrycznego.
- 30 grudnia – Jerzy Maślanka dokonał pierwszego zimowego wejścia na Świnicę w Tatrach Wysokich.
- Data dzienna nieznana:
  - Zawieszono działalność Polskiej Macierzy Szkolnej.
  - Kraków: założenie spółdzielni pod nazwą Pierwsza Spółka Spożywcza członków Stowarzyszeń Katolickich.
  - Olkusz: uruchomiono fabrykę naczyń emaliowanych Petera Westena.
  - Ukazał się pierwszy numer tygodnika „Zaranie”, wydawanego w latach 1907–1915.

## Wydarzenia na świecie
- 1 stycznia – Daniel Joseph Tobin wybrany na stanowisko prezydenta jednego z największych związków zawodowych w USA – Teamsters. Funkcję tę pełnił przez następne 45 lat.
- 6 stycznia – Maria Montessori, pierwsza kobieta lekarz we Włoszech, otworzyła w Rzymie przedszkole dla dzieci rodziców pracujących (Casa dei Bambini).
- 13 stycznia – w Niemczech powstał pierwszy na świecie klub hodowców rottweilera.
- 14 stycznia – trzęsienie ziemi w Kingston na wyspie Jamajka, zostało zniszczonych 75% budynków, zginęło ok. 1000 osób.
- 23 stycznia – Charles Curtis ze stanu Kansas wybrany jako pierwszy Amerykanin pochodzenia indiańskiego do Senatu Stanów Zjednoczonych.
- 25 stycznia – w wyborach do Reichstagu zwyciężyło aż 5 Polaków, m.in. Adam Napieralski i Wojciech Korfanty.
- Styczeń:
  - brytyjski parowiec „Pengwern” zatonął na Morzu Północnym, 24 osoby zginęły.
  - po trzęsieniu ziemi na Jamajce liniowiec „Prinz Waldemar”, kursujący pomiędzy Hamburgiem i Ameryką, wpadł na mieliznę, 3 osoby poniosły śmierć.
- 10 lutego – w petersburskim Teatrze Maryjskim odbyła się premiera baletu Chopiniana.
- 12 lutego – parowce „Larchmont” i „Harry Hamilton” zderzyły się w zatoce pomiędzy Connecticut i Long Island (zatoka Long Island Sound), powodując śmierć 183 osób.
- 21 lutego – angielski parowiec pocztowy „Berlin” zatonął w pobliżu Hoek van Holland, zginęły 142 osoby.
- 24 lutego – austriacki parowiec „Imperatrix”, kursujący pomiędzy Triestem a Bombajem, zatonął u przylądka Krety, powodując śmierć 137 osób.
- Luty – francuski okręt „Jean Bart” zatonął u wybrzeży Maroka.
- 1 marca – powstało japońskie przedsiębiorstwo motoryzacyjne Daihatsu.
- 2 marca – w Wiedniu odbyła się premiera operetki Czar walca Oscara Strausa.
- 5 marca – Petersburg: zwołano „Drugą Dumę”, liczącą 518 posłów, w tym 46 posłów polskich (35 posłów z Królestwa i 11 posłów z Koła Kresowego). Wydarzeniu towarzyszyło 40 tys.-osobowa demonstracja, którą rozproszyły oddziały wojskowe.
- 11 marca – we francuskiej Langwedocji rozpoczął się bunt producentów wina.
- 15 marca – Cuxhaven w Dolnej Saksonii uzyskało prawa miejskie.
- 15–16 marca – pierwsze wybory parlamentarne w Finlandii i na świecie, w których kobiety kandydowały w elekcji. Pierwsze wybory w Europie, w których zastosowano uniwersalne prawo wyborcze (Universal suffrage).
- 18 marca:
  - wojna Hondurasu z Nikaraguą: wygrana wojsk nikaraguańskich w bitwie pod Namasique.
  - pierwszy i jedyny rabunek na kolei w Szwecji (dane do roku 2004).
- 20 marca – amerykański astronom Joel Metcalf odkrył planetoidę (792) Metcalfia.
- 22 marca – pierwsza taksówka z taksometrem kursowała po ulicach Londynu.
- 28 marca – miasto Amsterdam wykupiło niszczejący Dom Rembrandta.
- Marzec:
  - parowiec „Congo” zatonął w delcie rzeki Ems po zderzeniu z niemieckim parowcem „Nerissa”, 7 osób zginęło.
  - eksplozja na francuskim okręcie wojennym „Jena” w Tulonie, 120 osób zginęło.
  - wybuchło powstanie chłopskie w Rumunii.
- 7 kwietnia – otwarto lunapark Hersheypark w Pensylwanii, Stany Zjednoczone.
- 11 kwietnia – wojna Hondurasu z Nikaraguą: jedyny okręt wojenny Hondurasu, „Ta Tumba”, uciekając w kierunku wybrzeża przed okrętem Nikaragui „San Jacinto”, powiewał flagą amerykańską i białą flagą.
- 18 kwietnia – do służby w Marynarce Wojennej Stanów Zjednoczonych wszedł pancernik typu Connecticut o nazwie USS Kansas (BB-21).
- Kwiecień – ukazał się pierwszy egzemplarz magazynu dla kobiet „Good Housekeeping(inne języki)”, wydawanego przez imperium prasowe Williama Randolpha Hearsta; cena prenumeraty jeden dolar na rok.
- 2 maja – Jules de Trooz(inne języki) został premierem Belgii.
- 9 maja – założono klub sportowy SC Concordia Hamburg.
- 12 maja – niemiecki astronom August Kopff odkrył planetoidy (633) Zelima i (634) Ute.
- 18 maja – uruchomiono Kolej linowo-terenową „Imperial” w Karlowych Warach.
- 23 maja – w Helsinkach zebrał się po raz pierwszy fiński parlament Eduskunta.
- 1 czerwca – w miejscowości Sarmiento w Argentynie odnotowano temperaturę powietrza –32,8 °C (najniższa temperatura w Ameryce Południowej).
- 2 czerwca – madziaryzacja: Sejm węgierski uchwalił tzw. Lex Apponyi, w myśl którego język węgierski stał się wykładowym na obszarze Krajów Korony Świętego Stefana.
- 10 czerwca–10 sierpnia – 1. samochodowy maraton transkontynentalny Pekin–Paryż (zwycięstwo odniosła włoska para: książę Scipione Borghese – Ettore Guizardi, samochód „Itala”, moc silnika 40 KM).
- 13 czerwca – ustanowiono flagę stanową Pensylwanii.
- 15 czerwca–18 października – pokojowa konferencja w Hadze rozszerzyła zakres konwencji haskich z 1899 roku i ustanowiła nowe przepisy.
- 16 czerwca – rozwiązano rosyjską II Dumę Państwową.
- 17 czerwca – w Anglii otwarto pierwszy stały tor wyścigowy na świecie Brooklands.
- 19 czerwca – założono klub piłkarski HJK Helsinki.
- 6 lipca – opiekunowie irlandzkiej królewskiej biżuterii spostrzegli jej kradzież.
- 25 lipca – Korea stała się japońskim protektoratem.
- Lipiec – u wybrzeży Kalifornii doszło do kolizji parowca „Columbia” z parowcem „San Pedro”, 50 osób zginęło w katastrofie.
- 1 sierpnia – w Korpusie Łączności Wojsk Lądowych armii amerykańskiej utworzono Sekcję Aeronautyczną (ang. US Army Signal Corps Aeronautical Section).
- 1–9 sierpnia – Robert Baden-Powell przewodził pierwszemu obozowi na wyspie Brownsea w Anglii, który zapoczątkował dzieje skautingu.
- 24–31 sierpnia – Amsterdam: Międzynarodowy Kongres Anarchistów.
- 28 sierpnia – Seattle w USA: powstało przedsiębiorstwo zajmujące się przewozem przesyłek i logistyką o zasięgu ogólnoświatowym – UPS (United Parcel Service).
- 29 sierpnia – podczas budowy zawalił się Quebec Bridge nad Rzeką Świętego Wawrzyńca w Kanadzie. Zginęło 75 robotników.
- 31 sierpnia – Petersburg: dyplomaci hrabia Aleksandr Izwolski i sir Arthur Nicolson podpisali dokument, w rezultacie którego powstała Potrójna Ententa, sojusz pomiędzy Wielką Brytanią, Francją i Rosją.
- 4 września – podpisano układ w Christanii (obecnie Oslo), na mocy którego Francja, Rosja, Niemcy i Wielka Brytania uznały granice Norwegii po jej wystąpieniu w 1905 roku z unii ze Szwecją.
- 7 września – w dziewiczy rejs wypłynęła „Lusitania”, brytyjski transatlantyk, który zdobył Błękitną Wstęgę Atlantyku, a jego zatopienie przez kajzerowskiego U-Boota U-20 stało się jednym z pretekstów dla włączenia się USA do I wojny światowej po stronie zachodnich aliantów.
- 8 września – papież Pius X wydał skierowaną przeciw modernistycznym prądom encyklikę Pascendi Dominici gregis.
- 12 września – założono klub piłkarski Real Betis.
- 26 września – Nowa Zelandia i Nowa Fundlandia stały się dominium brytyjskim.
- 1 października – niemiecki sterowiec LZ 3 w ciągu 8 godzin pokonał dystans 350 km (skłoniło to pruskie Ministerstwo Wojny do jego zakupu na potrzeby wojsk lądowych).
- 14 października – początek kryzysu finansowego na nowojorskiej giełdzie.
- 18 października – przyjęto 13 konwencji haskich.
- 21 października – w trzęsieniu ziemi w Tadżykistanie zginęło ponad 12 tys. osób.
- 24 października – John Pierpont Morgan, Edward Henry Harriman, James Stillman, Henry Clay Trick i inni finansiści z Wall Street stworzyli wspólny fundusz 25 mil. dolarów, który zainwestowali w pogrążoną w spadkach giełdę New York Stock Exchange, co zapobiegło kryzysowi i panice bankowej.
- 2 listopada – w Wiedniu odbyła się premiera operetki Księżniczka dolara Leo Falla.
- 9 listopada:
  - król Wielkiej Brytanii Edward VII otrzymał w prezencie urodzinowym największy i najczystszy diament Cullinan.
  - rozegrano pierwsze w historii Football League First Division derby Londynu, pomiędzy Chelsea FC i Arsenalem.
- 13 listopada – pierwszy lot helikopterem odbył się Lisieux we Francji. Dokonał tego Paul Cornu(inne języki) na zbudowanym przez siebie dwuwirnikowym śmigłowcu, wzniósł się na wysokość 30 cm i utrzymał w powietrzu 20 sekund.
- 16 listopada:
  - z Terytorium Indiańskiego i z Terytorium Oklahoma powstał stan Oklahoma, który przyłączono jako 46. stan do USA.
  - dziewiczy rejs największego liniowca pasażerskiego, RMS Mauretania, z Liverpoolu do Nowego Jorku.
- 28 listopada – założono portugalski klub sportowy Leixões SC.
- 5 grudnia – transatlantyk RMS „Mauretania” zdobył Błękitną Wstęgę Atlantyku.
- 6 grudnia – eksplozja w kopalni węgla kamiennego w miejscowości Monongah w stanie Wirginia Zachodnia, zginęło 362 górników.
- 8 grudnia – Gustaw V został królem Szwecji.
- 11 grudnia – spłonął gmach parlamentu Nowej Zelandii.
- 14 grudnia – amerykański żaglowiec „Thomas W. Lawson”, płynący do Londynu z ładunkiem ropy naftowej, zatonął niedaleko brytyjskich wysp Scilly.
- 16 grudnia – na polecenie prezydenta Theodore’a Roosevelta 16 amerykańskich pancerników wyruszyło w rejs dookoła świata.
- 17 grudnia – Bhutan stał się dziedziczną monarchią.
- 19 grudnia – eksplozja w kopalni węgla kamiennego w miejscowości Jacobs Creek w stanie Pensylwania, zginęło 239 górników.
- 22 grudnia – Giacomo della Chiesa (późniejszy papież Benedykt XV) został mianowany przez papieża Piusa X biskupem Bolonii.
- Diamentowa Sutra z 868, buddyjski manuskrypt, później sklasyfikowany jako najstarszy znany druk, został odkryty w grocie Mogao w prowincji Gansu w Chinach.
- Uchwalono szwajcarski kodeks ZGB.
- Trioda, lampa wzmacniająca wynaleziona w 1906 przez amerykańskiego radiotechnika i wynalazcę Lee De Foresta, rozpoczęła rozwój elektroniki.
- Edward Ayrton odkrył w Dolinie Królow grobowiec faraona Amenmesa.
- Bracia Lumière uruchomili produkcję płyt do zdjęć w barwach naturalnych, co stało się debiutem rynkowym fotografii barwnej.
- Amerykanin James Murray Spangler skonstruował pierwszy elektryczny odkurzacz przenośny. W 1901 w Anglii skonstruowano pierwszy stacjonarny odkurzacz elektryczny.
- Krainę Kalevy (Kalewalę), fiński poemat epicki, po raz drugi wydano po angielsku w tłumaczeniu Williama Forsella Kirby’ego. Pierwszy polski pełny tekst w przekładzie Józefa Ozgi-Michalskiego ukazał się w latach 60. XX wieku.
- Początki wielkiej emigracji w Japonii (wyjazd 232 tys. Japończyków).

## Urodzili się
- 1 stycznia:
  - Kinue Hitomi, japońska wszechstronna lekkoatletka (zm. 1931)
  - Marian Wróbel, polski szachista, kompozytor szachowy (zm. 1960)
- 2 stycznia:
  - Ed Carmichael, amerykański gimnastyk (zm. 1960)
  - Minoru Shibuya(inne języki), japoński reżyser filmowy (zm. 1980)
  - Tadeusz Żenczykowski, polski prawnik, publicysta, polityk, poseł na Sejm RP (zm. 1997)
- 3 stycznia:
  - Ronald Cartland, brytyjski polityk (zm. 1940)
  - Ray Milland, walijski aktor (zm. 1986)
- 4 stycznia:
  - Willy Busch, niemiecki piłkarz (zm. 1982)
  - Nikołaj Dubinin, rosyjski genetyk (zm. 1998)
  - Józef Stegliński, polski podporucznik, żołnierz AK (zm. 1944)
  - Antoni Wojda, polski nauczyciel, działacz związkowy i polityczny, wiceprezydent Chorzowa, przewodniczący Prezydium MRN w Bytomiu i Katowicach (zm. 1981)
- 5 stycznia:
  - Anton Ingolič, słoweński prozaik, dramaturg, tłumacz (zm. 1992)
  - Volmari Iso-Hollo, fiński lekkoatleta, długodystansowiec (zm. 1969)
- 6 stycznia:
  - Stefania Górska, polska aktorka (zm. 1986)
  - Dionisio Mejía, meksykański piłkarz (zm. 1963)
  - Adalbert Püllöck, rumuński piłkarz, bramkarz pochodzenia niemieckiego (zm. 1977)
- 7 stycznia:
  - Wiktor Leselidze, radziecki podpułkownik (zm. 1944)
  - Nicanor Zabaleta, harfista narodowości baskijskiej (zm. 1993)
- 8 stycznia – Jean Hyppolite, francuski filozof, tłumacz (zm. 1968)
- 9 stycznia:
  - John Geddes, nowozelandzki rugbysta (zm. 1990)
  - Feliks Konarski, polski prozaik, poeta, pieśniarz, autor tekstów piosenek, aktor kabaretowy (zm. 1991)
- 10 stycznia – Seweryn Pollak, polski poeta, tłumacz (zm. 1987)
- 11 stycznia:
  - Abraham Joshua Heschel, żydowski teolog, filozof (zm. 1972)
  - Pierre Mendès France, francuski polityk, premier Francji pochodzenia żydowskiego (zm. 1982)
- 12 stycznia:
  - Stanisław Jaśkiewicz, polski aktor, reżyser teatralny (zm. 1980)
  - Siergiej Korolow (ros. Сергей Павлович Королёв), radziecki inżynier mechanik, konstruktor rakiet i statków kosmicznych, ojciec radzieckiej kosmonautyki (zm. 1966)
- 13 stycznia:
  - Zofia Majewska, polska neurolog (zm. 1997)
  - George Raynor, angielski piłkarz, trener (zm. 1985)
  - Stanisław Wygodzki, polski pisarz, tłumacz (zm. 1992)
- 14 stycznia:
  - George Chenier, kanadyjski snookerzysta (zm. 1970)
  - Halina Karnkowska, polska działaczka krajoznawcza i turystyczna, przewodniczka (zm. 1980)
  - Józef Rogulski, polski kapitan, dowódca oddziału partyzanckiego GL (zm. 1943)
- 15 stycznia:
  - Emil Kolzsvári Grandpierre(inne języki), węgierski pisarz (zm. 1992)
  - Janusz Kusociński, polski sportowiec (lekkoatleta), złoty medalista olimpijski w Los Angeles w 1932 (zm. 1940)
- 16 stycznia:
  - Alexander Knox, kanadyjski aktor (zm. 1995)
  - Kurt Obitz, mazurski weterynarz, polityk (zm. 1945)
- 17 stycznia:
  - Henk Badings, holenderski kompozytor (zm. 1987)
  - Michaił Jegorow, radziecki polityk i wojskowy (zm. 2000)
  - František Junek, czeski piłkarz (zm. 1970)
- 18 stycznia:
  - Dionýz Ilkovič, słowacki chemik, fizyk, wykładowca akademicki (zm. 1980)
  - Michał Słowik-Dzwon, polski poeta, dramaturg (zm. 1980)
  - Géza Szigritz, węgierski pływak (zm. 1949)
  - Antoni Węglarczyk, polski lekkoatleta, młociarz, działacz sportowy, żołnierz (zm. 1939)
- 19 stycznia:
  - Hjalmar Bergström, szwedzki biegacz narciarski (zm. 2000)
  - Briggs Cunningham, amerykański przedsiębiorca, kierowca wyścigowy (zm. 2003)
  - Allegro Grandi, włoski kolarz szosowy (zm. 1973)
- 20 stycznia:
  - Kazimierz Grelewski, polski duchowny katolicki, męczennik, błogosławiony (zm. 1942)
  - Jorgjia Truja, albańska śpiewaczka operowa (sopran liryczny) (zm. 1995)
  - Paula Wessely, austriacka aktorka (zm. 2000)
- 21 stycznia
  - Carlo Cavagnoli, włoski bokser (zm. 1991)
  - Helena Pietryka, polska wojskowa, żołnierz Batalionów Chłopskich (zm. 2006)
- 22 stycznia – Mary Dresselhuys, holenderska aktorka (zm. 2004)
- 23 stycznia:
  - Dan Duryea, amerykański aktor (zm. 1968)
  - Maria Antonia Fabjan, słoweńska zakonnica, męczennica, błogosławiona katolicka (zm. 1941)
  - Hideki Yukawa, japoński fizyk teoretyczny, laureat Nagrody Nobla (zm. 1981)
- 24 stycznia – Maurice Couve de Murville, francuski polityk, premier Francji (zm. 1999)
- 25 stycznia:
  - Ignacy Adamczewski, polski fizyk (zm. 2000)
  - Hsieh Tung-min, tajwański polityk (zm. 2001)
- 26 stycznia – Hans Selye, kanadyjski endokrynolog, fizjopatolog, wykładowca akademicki pochodzenia węgiersko-austriackiego (zm. 1982)
- 27 stycznia – Bronisław Kopyciński, polski inżynier (zm. 2004)
- 28 stycznia:
  - Melitta Brunner, austriacka łyżwiarka figurowa (zm. 2003)
  - Elrey Borge Jeppesen, amerykański pionier lotnictwa (zm. 1996)
  - Karol Kossok, polski piłkarz (zm. 1946)
  - Kazimierz Malinowski, polski muzeolog (zm. 1977)
  - Constantin Régamey, szwajcarski kompozytor, krytyk muzyczny, indolog pochodzenia polskiego (zm. 1982)
- 29 stycznia:
  - Paul Fannin, amerykański przedsiębiorca, polityk, senator ze stanu Arizona (zm. 2002)
  - Józef Konarzewski, polski generał brygady MO, komendant główny (zm. 1980)
  - Michał Ochorowicz, polski poeta, satyryk, autor tekstów piosenek (zm. 1998)
  - Siemion Skaczkow, radziecki polityk (zm. 1996)
  - Gino Watkins, brytyjski badacz Arktyki, odkrywca (zm. 1932)
- 30 stycznia:
  - Jan Kurczab, polski prozaik, dramaturg, reżyser, publicysta pochodzenia żydowskiego (zm. 1969)
  - Jun Takami, japoński prozaik, poeta (zm. 1965)
- 31 stycznia – Ryszard Strzelecki, polski polityk, minister komunikacji, poseł na Sejm i członek Rady Państwa PRL (zm. 1988)
- 1 lutego:
  - Günter Eich, niemiecki poeta (zm. 1972)
  - Stanisław Kołodziej, polski duchowny, Sługa Boży Kościoła katolickiego, męczennik (zm. 1942)
- 2 lutego – Maria Romanowa, wielka księżna Rosji (zm. 1951)
- 3 lutego:
  - Leon Kurowski, polski prawnik, profesor (zm. 1998)
  - James Michener, amerykański pisarz (zm. 1997)
- 4 lutego:
  - Julian Hendler, polski harcmistrz (zm. 2008)
  - Wera Obermüller, polska szachistka (zm. 1967)
  - Gerda Paumgarten, austriacka narciarka alpejska (zm. 2000)
- 5 lutego:
  - Walter Nausch, austriacki piłkarz, trener (zm. 1957)
  - Pierre Pflimlin, francuski polityk (zm. 2000)
- 6 lutego:
  - Hansjochem Autrum, niemiecki zoolog (zm. 2003)
  - Hans-Albrecht Herzner, niemiecki oficer Abwehry (zm. 1942)
- 7 lutego:
  - Arthur Bottomley, brytyjski polityk (zm. 1995)
  - Konstantyn Fernández Álvarez, hiszpański dominikanin, męczennik, błogosławiony (zm. 1936)
  - Walenty Szwajcer, odkrywca szczątków prehistorycznej osady kultury łużyckiej w Biskupinie (zm. 1994)
- 8 lutego:
  - Béla Bay, węgierski florecista (zm. 1999)
  - Wiera Czajkowska, polska lekkoatletka (zm. 1968)
- 9 lutego – Harold Scott MacDonald Coxeter, kanadyjski matematyk (zm. 2003)
- 10 lutego:
  - Lew Kowarski, francuski fizyk jądrowy pochodzenia polsko-rosyjskiego (zm. 1979)
  - Ethel Lackie, amerykańska pływaczka (zm. 1979)
  - Piotr Oborski, polski prezbiter katolicki (zm. 1952)
  - Stefan Swieżawski, polski historyk filozofii (zm. 2004)
- 11 lutego – William Levitt, amerykański agent nieruchomości pochodzenia żydowskiego (zm. 1994)
- 12 lutego:
  - Józef Gajek, polski etnograf, etnolog (zm. 1987)
  - Albert Mauer, polski piłkarz, hokeista (zm. 1999)
  - Frederick McEvoy, brytyjski kierowca wyścigowy, bobsleista (zm. 1951)
  - Wołodymyr Sterniuk, ukraiński biskup greckokatolicki (zm. 1997)
- 13 lutego – Józef Kotlarczyk, polski piłkarz (zm. 1959)
- 14 lutego:
  - Sven Andersson, szwedzki piłkarz, trener (zm. 1981)
  - Miklós Horthy, węgierski polityk (zm. 1993)
  - Rudolf Šrámek-Hušek, czeski hydrobiolog (zm. 1962)
- 15 lutego:
  - Célestin Delmer, francuski piłkarz (zm. 1996)
  - Aleksander Dzwonkowski, polski aktor (zm. 1977)
  - Zygmunt Leśnodorski, polski nauczyciel, literat, krytyk i historyk literatury, teatrolog (zm. 1953)
  - Cesar Romero, amerykański aktor pochodzenia kubańskiego (zm. 1994)
- 16 lutego:
  - László Rajcsányi, węgierski szablista (zm. 1992)
  - Roman Romkowski, polski działacz komunistyczny, generał brygady MBP, polityk, zbrodniarz stalinowski pochodzenia żydowskiego (zm. 1968)
- 17 lutego:
  - Janusz Maria Brzeski, polski fotograf, grafik, ilustrator, filmowiec (zm. 1957)
  - Gerhard Hirschfelder, niemiecki duchowny katolicki, męczennik, błogosławiony (zm. 1942)
  - Dmitrij Kiedrin, rosyjski poeta (zm. 1945)
  - Marjorie Lawrence, australijska śpiewaczka operowa (sopran) (zm. 1979)
- 18 lutego:
  - Leopold Kielanowski, polski aktor, reżyser teatralny, pisarz, dziennikarz (zm. 1988)
  - Franz Lau, niemiecki teolog luterański, historyk Kościoła (zm. 1973)
- 19 lutego:
  - Joseph Gonzales, francuski piłkarz, trener pochodzenia hiszpańskiego (zm. 1984)
  - Paul Neergaard, duński botanik, agronom, współzałożyciel esperantologii (zm. 1987)
- 20 lutego:
  - Kazimierz Bieńkowski, polski rzeźbiarz (zm. 1993)
  - Wit Hanke, polski działacz sportowy, polityk, poseł na Sejm PRL (zm. 1966)
  - Edmund Odorkiewicz, polski dziennikarz, publicysta, polityk (zm. 1981)
  - Leon Pietraszkiewicz, polski aktor (zm. 1987)
  - Siergiej Sztiemienko, radziecki generał (zm. 1976)
- 21 lutego:
  - W.H. Auden, brytyjski pisarz (zm. 1973)
  - Zygmunt Walter-Janke, polski generał brygady (zm. 1990)
- 22 lutego:
  - Sheldon Leonard(inne języki), amerykański aktor, reżyser filmowy (zm. 1997)
  - Robert Young, amerykański aktor (zm. 1998)
- 23 lutego:
  - Hans-Jürgen von Blumenthal, niemiecki oficer, działacz antynazistowski (zm. 1944)
  - Roberto Cherro, argentyński piłkarz (zm. 1965)
  - Bazyli Hołod, polski działacz komunistyczny, wójt, I sekretarz KW PZPR w Lublinie i Koszalinie (zm. 1963)
  - Stanisław Stankiewicz, białoruski publicysta, pisarz, literaturoznawca, działacz emigracyjny (zm. 1980)
- 24 lutego – Witalis Bajrak, ukraiński bazylianin, męczennik, błogosławiony katolicki (zm. 1946)
- 25 lutego:
  - Antoni Gołubiew, polski pisarz (zm. 1979)
  - Helena Kowalczykowa, polska aktorka (zm. 1999)
- 26 lutego:
  - Wilbur Lamoreaux, amerykański żużlowiec (zm. 1963)
  - Dub Taylor, amerykański aktor (zm. 1994)
- 27 lutego:
  - Mildred Bailey, amerykańska wokalistka i pianistka jazzowa (zm. 1951)
  - Momčilo Đujić, serbski duchowny prawosławny, dowódca czetników (zm. 1999)
  - Paula Wiesinger, włoska narciarka alpejska (zm. 2001)
- 28 lutego:
  - Milton Caniff, amerykański autor komiksów (zm. 1988)
  - Bertil Linde, szwedzki hokeista (zm. 1990)
  - Jerzy Lis, polski harcmistrz, plutonowy Wojska Polskiego (zm. 1944)
- 1 marca:
  - Walerian Kisieliński, polski piłkarz (zm. 1988)
  - Antonín Vodička, czechosłowacki piłkarz, trener hokeja na lodzie (zm. 1975)
- 2 marca:
  - Henryk Juan Requena, hiszpański duchowny katolicki, męczennik, błogosławiony (zm. 1936)
  - Dawid Roldán Lara, meksykański męczennik, święty katolicki (zm. 1926)
- 3 marca – Zef Kolombi, albański malarz (zm. 1949)
- 4 marca:
  - Edgar Barrier, amerykański aktor (zm. 1964)
  - Maria Branyas Morera, hiszpańska superstulatka, najstarsza żyjąca osoba na świecie (zm. 2024)
  - Witold Przykucki, polski piłkarz (zm. 1940)
  - Gherasim Rudi, mołdawski i radziecki polityk (zm. 1982)
- 5 marca:
  - George Baird, amerykański lekkoatleta, sprinter (zm. 2004)
  - Cícero Dias, brazylijski malarz (zm. 2003)
  - Zygmunt Haupt, polski pisarz, malarz, architekt (zm. 1975)
  - Chitetsu Watanabe, japoński superstulatek, najstarszy mężczyzna na świecie (zm. 2020)
- 6 marca:
  - Konstantin Briechow, radziecki polityk (zm. 1994)
  - Bartol Čulić, chorwacki piłkarz, bramkarz (zm. 1948)
  - Józef Filipczyk, polski działacz komunistyczny (zm. 1979)
  - Józef Lachner, polski malarz, muzyk, folklorysta, nauczyciel (zm. 1990)
- 7 marca:
  - Władysław Bajorek, polski zapaśnik, trener (zm. 1973)
  - Placido Cortese, włoski franciszkanin, męczennik, Sługa Boży (zm. 1944)
  - Władysław Moskalik, polski ekonomista, działacz komunistyczny (zm. 1972)
- 8 marca:
  - Konstandinos Karamanlis, grecki prawnik, polityk, premier i prezydent Grecji (zm. 1998)
  - Jan Pachoński, polski historyk wojskowości (zm. 1985)
  - Janina Skirlińska, polska gimnastyczka (zm. 1993)
- 9 marca:
  - Mircea Eliade, rumuński religioznawca, indolog, filozof kultury, pisarz (zm. 1986)
  - Józef Trenarowski, polski rzeźbiarz (zm. 1965)
- 10 marca:
  - Vytautas Kazimieras Jonynas, litewski malarz, grafik, rzeźbiarz, ilustrator książek, projektant wnętrz, wykładowca akademicki (zm. 1997)
  - Hector McNeil, brytyjski polityk (zm. 1955)
  - Francisco Orlich Bolmarcich, kostarykański polityk, prezydent Kostaryki (zm. 1969)
- 11 marca – Helmut James von Moltke, niemiecki prawnik wojskowy (zm. 1945)
- 12 marca:
  - Margaret Herbison, brytyjska polityk (zm. 1996)
  - Selfrid Johansson, szwedzki bokser (zm. 1976)
  - Josef Stangl, niemiecki duchowny katolicki, biskup Würzburga (zm. 1979)
  - Mieczysław Wiórkiewicz, polski major pilot (zm. 1987)
- 13 marca:
  - Ludwig Biermann, niemiecki fizyk, astronom (zm. 1986)
  - Jack Holden, brytyjski lekkoatleta, maratończyk (zm. 2004)
  - Jerzy Iwanowski, polski hipolog i jeździec (zm. 2008)
  - Hans Poser, niemiecki geograf (zm. 1998)
  - Jan Rudelski, polski trener koszykówki (zm. 1999)
  - Tierientij Sztykow, radziecki generał pułkownik, polityk (zm. 1964)
- 14 marca:
  - Stanisław Ryszard Dobrowolski, polski poeta, prozaik, tłumacz (zm. 1985)
  - Björn-Erik Höijer, szwedzki pisarz (zm. 1996)
  - Leon Kamaszewski, polski działacz i partyzant komunistyczny (zm. 1973)
  - Salomon Łastik, polski historyk literatury, pisarz, publicysta, wydawca, nauczyciel pochodzenia żydowskiego (zm. 1977)
- 15 marca:
  - Zarah Leander, szwedzka aktorka, piosenkarka (zm. 1981)
  - William Logan, kanadyjski łyżwiarz szybki (zm. 1955)
- 16 marca:
  - Luis de Carlos, hiszpański działacz piłkarski (zm. 1994)
  - Hans Kleppen, norweski skoczek narciarski (zm. 2009)
  - Ja’akow Riftin, izraelski polityk (zm. 1978)
- 17 marca:
  - Florian Krygier, polski trener piłkarski, działacz sportowy (zm. 2006)
  - Takeo Miki, japoński polityk, premier Japonii (zm. 1988)
  - Jean Van Houtte, belgijski prawnik, nauczyciel akademicki i polityk, premier Belgii (zm. 1991)
  - Helena Wereszycka, polska historyczka (zm. 1995)
- 18 marca:
  - Aleksiej Baksow, radziecki generał pułkownik (zm. 1986)
  - Lucile Browne, amerykańska aktorka (zm. 1976)
  - Józef Garbacik, polski historyk, regionalista (zm. 1976)
  - John Zachary Young, brytyjski zoolog, neurofizjolog (zm. 1997)
  - Nini Zogg, szwajcarska narciarka alpejska (zm. 1988)
- 19 marca:
  - Józef Czerwiński, polski grafik, ilustrator (zm. 1978)
  - Sven Selånger, szwedzki skoczek narciarski, kombinator norweski (zm. 1992)
- 20 marca:
  - Ruby Muhammad, amerykańska działaczka islamska (zm. 2011)
  - Janusz Ślązak, polski wioślarz (zm. 1985)
- 22 marca:
  - Roger Blin, francuski aktor i reżyser teatralny (zm. 1984)
  - Jaroslavas Citavičius, litewski piłkarz (zm. 1972)
  - James Gavin, amerykański generał (zm. 1990)
- 23 marca:
  - Douglas Jay, brytyjski dziennikarz, polityk (zm. 1996)
  - Józef Tusk, polski marynarz, urzędnik kolejowy, lutnik (zm. 1987)
- 24 marca:
  - Lidia Czukowska, rosyjska pisarka, krytyk literacki (zm. 1996)
  - Paul Sauvé, kanadyjski polityk, premier Quebecu (zm. 1960)
  - Mieczysław Szumiec, polski piłkarz, bramkarz (zm. 1993)
- 25 marca – Horst von Waldthausen, szwajcarski kierowca wyścigowy (zm. 1933)
- 26 marca:
  - Elisabeth Bonetsmüller, niemiecka lekkoatletka, skoczkini wzwyż (zm. 1987)
  - Li Keran, chiński malarz (zm. 1989)
  - Mahadevi Varma, hinduska poetka (zm. 1987)
- 28 marca:
  - Aleksiej Kortunow, radziecki pułkownik, polityk (zm. 1973)
  - Irving Paul Lazar, amerykański agent (zm. 1993)
  - Leon Penner, polski prawnik, adwokat, prokurator pochodzenia żydowskiego (zm. ?)
  - Łucja dos Santos, portugalska zakonnica, świadek objawień fatimskich (zm. 2005)
- 29 marca:
  - Willie Goodsir-Cullen, indyjski hokeista na trawie (zm. 1994)
  - Jacek Żuławski, polski malarz, grafik, rzeźbiarz, taternik, pedagog (zm. 1976)
- 30 marca:
  - Helena Czernek, polska nauczycielka, bibliotekarka, działaczka społeczna (zm. 1991)
  - Jan Krenz-Mikołajczak, polski wioślarz (zm. 2002)
  - Mieczysław Łapa, polski kapitan lotnictwa (zm. 1981)
  - Jarosław Skulski, polski aktor (zm. 1977)
  - Aloys Wein, niemiecki malarz współczesny (zm. 1998)
- 31 marca – Eddie Quillan, amerykański aktor (zm. 1990)
- 1 kwietnia:
  - Władysław Siwek, polski malarz, grafik, ilustrator (zm. 1983)
  - Vlasta Štáflová, czeska taterniczka, publicystka, powieściopisarka (zm. 1945)
  - Shivakumara Swami, indyjski filantrop, przywódca duchowy i działacz humanitarny, superstulatek (zm. 2019)
- 2 kwietnia:
  - Harald Andersson, szwedzki lekkoatleta, dyskobol (zm. 1985)
  - Dmytro Danyłyszyn, ukraiński działacz nacjonalistyczny, zamachowiec (zm. 1932)
  - Konrad Dyba, polski architekt (zm. 1991)
  - Peter Jørgensen, duński bokser (zm. 1992)
  - Krystyna Kowalska-Krysińska, polska malarka, pedagog (zm. 1991)
- 4 kwietnia:
  - Krystyna Ankwicz, polska aktorka (zm. 1985)
  - Ottavio Fantoni, brazylijsko-włoski piłkarz (zm. 1935)
  - Eugeniusz Kuszko, polski generał dywizji, polityk, poseł na Sejm Ustawodawczy (zm. 1984)
  - Hugh Allen Meade, amerykański polityk (zm. 1949)
- 5 kwietnia:
  - Jewgienij Arciuk, rosyjski baletmistrz, pisarz, działacz emigracyjny (zm. 1973)
  - Wanda Morżkowska-Tyszkowa, polska historyk literatury (zm. 1936)
- 6 kwietnia – Daniel Sundén-Cullberg, szwedzki żeglarz, medalista olimpijski (zm. 1982)
- 7 kwietnia:
  - Ernest Chambers, brytyjski kolarz torowy (zm. 1985)
  - Jan Dzieślewski, polski malarz, pedagog (zm. 1985)
  - Nils-Joel Englund, szwedzki biegacz narciarski (zm. 1995)
  - Lê Duẩn, wietnamski polityk komunistyczny (zm. 1986)
  - Patrick Gordon Walker, brytyjski polityk (zm. 1980)
  - Friedrich Wegener, niemiecki patolog (zm. 1990)
- 8 kwietnia:
  - Casilda Benegas Gallego, paragwajska superstulatka (zm. 2022)
  - Henry Pelham-Clinton-Hope, brytyjski arystokrata, pilot wojskowy (zm. 1988)
  - Jerzy Tyczyński, polski aktor (zm. 2003)
- 9 kwietnia:
  - Harald Christensen, duński kolarz torowy (zm. 1994)
  - Olga Imerslund, norweska pediatra (zm. 1987)
  - Birger Steen, norweski piłkarz (zm. 1949)
- 10 kwietnia:
  - Frederick Copleston, brytyjski jezuita, filozof (zm. 1994)
  - Germán Suárez Flamerich, wenezuelski polityk, tymczasowy prezydent Wenezueli (zm. 1990)
- 11 kwietnia:
  - Paul Douglas, amerykański aktor (zm. 1959)
  - Henry Scheffé, amerykański statystyk (zm. 1977)
- 12 kwietnia – Eugène Chaboud, francuski kierowca wyścigowy (zm. 1983)
- 13 kwietnia:
  - Elena Hálková, czeska aktorka (zm. 1985)
  - Roderich Menzel, czesko-niemiecki tenisista, dziennikarz, pisarz (zm. 1987)
- 14 kwietnia:
  - Ladislav Boháč, czechosłowacki aktor (zm. 1978)
  - François Duvalier, haitański lekarz, polityk, prezydent Haiti (zm. 1971)
  - Witalis Leporowski, polski wioślarz (zm. 1978)
- 15 kwietnia:
  - Salomon Belis-Legis, polski dziennikarz, poeta, krytyk literacki pochodzenia żydowskiego (zm. 1995)
  - Siemion Kozyriew, radziecki polityk, dyplomata (zm. 1991)
  - Edward Przybysz, polski sierżant, harcmistrz, pedagog (zm. 1944)
  - Władimir Sitnin, radziecki polityk (zm. 1996)
  - Nikołaj Staszkow, radziecki polityk (zm. 1943)
  - Nikolaas Tinbergen, holenderski zoolog, etolog (zm. 1988)
- 16 kwietnia:
  - August Eigruber, niemiecki funkcjonariusz nazistowski, gauleiter Górnej Austrii, zbrodniarz wojenny (zm. 1947)
  - Bolesław Rumiński, polski polityk, minister, członek Rady Państwa PRL (zm. 1971)
- 17 kwietnia:
  - Gustaw Bator, polski piłkarz, trener (zm. 1955)
  - Martti Miettunen, fiński polityk, premier Finlandii (zm. 2002)
  - Gawriił Zujew, radziecki pułkownik pilot, as myśliwski (zm. 1974)
- 18 kwietnia:
  - Lars Ahlfors, fiński matematyk (zm. 1996)
  - Miklós Rózsa, węgierski kompozytor, twórca muzyki filmowej pochodzenia żydowskiego (zm. 1995)
- 19 kwietnia – Lina Basquette, amerykańska aktorka (zm. 1994)
- 20 kwietnia:
  - Thure Ahlqvist, szwedzki bokser (zm. 1983)
  - Jan Mickunas, polski major artylerii konnej, jeździec sportowy (zm. 1973)
- 21 kwietnia:
  - Líster Forján, hiszpański generał, polityk (zm. 1994)
  - Włodzimierz Maurer, polski piłkarz, trener (zm. 1980)
  - Antoni Szałowski, polski kompozytor (zm. 1973)
- 22 kwietnia:
  - Iwan Jefriemow, rosyjski paleontolog, pisarz science fiction (zm. 1972)
  - Irina Zarubina, rosyjska aktorka (zm. 1976)
- 23 kwietnia:
  - Wojciech Bąk, polski poeta, prozaik (zm. 1961)
  - Dolph Camilli, amerykański baseballista pochodzenia włoskiego (zm. 1997)
  - Lee Miller, amerykańska fotografka, dziennikarka, modelka (zm. 1977)
  - Piotr Nosow, rosyjski twórca filmów animowanych (zm. 1971)
  - Ilja Wekua, gruziński fizyk, matematyk (zm. 1977)
  - Fritz Wotruba, austriacki rzeźbiarz (zm. 1975)
- 24 kwietnia:
  - Theodor van Eupen, niemiecki funkcjonariusz i zbrodniarz nazistowski (zm. 1944)
  - Stefan Stanisław Okrzeja, polski porucznik pilot (zm. 1939)
  - Zygmunt Patkowski, polski baletmistrz, choreograf (zm. 1977)
  - William Sargant, brytyjski psychiatra (zm. 1988)
- 25 kwietnia:
  - Stanisława Orska-Kowalczyk, polska aktorka (zm. 1991)
  - Wasilij Sołowjow-Siedoj, rosyjski kompozytor (zm. 1979)
  - Fusa Tatsumi, japońska superstulatka (zm. 2023)
- 26 kwietnia:
  - Stanisław Brejnak, polski podpułkownik pilot (zm. 1974)
  - Stanisław Skupień, polski narciarz, olimpijczyk, wieloletni kierownik schroniska PTTK (zm. 1983)
  - Theun de Vries, holenderski poeta, prozaik (zm. 2005)
- 27 kwietnia:
  - Thure Andersson, szwedzki zapaśnik (zm. 1976)
  - Amir Sjarifuddin, indonezyjski działacz niepodległościowy, polityk, premier Indonezji (zm. 1948)
  - Alojzy Smolka, polski aktor, reżyser, scenograf i dyrektor teatru lalek (zm. 1971)
- 28 kwietnia – Mikołaj Bondarenko-Pawlak, polski działacz komunistyczny (zm. 1963)
- 29 kwietnia:
  - Bride Adams-Ray, szwedzka lekkoatletka, skoczkini wzwyż (zm. 1993)
  - Chūya Nakahara, japoński poeta (zm. 1937)
  - Tino Rossi, francuski piosenkarz pochodzenia włoskiego (zm. 1983)
  - Fred Zinnemann, amerykański reżyser filmowy pochodzenia austriackiego (zm. 1997)
- 30 kwietnia – John Diamond, brytyjski polityk (zm. 2004)
- 1 maja:
  - Iwan Archipow, radziecki polityk (zm. 1998)
  - Marcel Bezençon, szwajcarski dziennikarz (zm. 1981)
  - Oliver Hill, amerykański prawnik, działacz na rzecz praw obywatelskich (zm. 2007)
  - Theodore Roszak, amerykański rzeźbiarz polskiego pochodzenia (zm. 1981)
  - Kate Smith, amerykańska piosenkarka (zm. 1986)
- 2 maja:
  - Namsaraj Badmażabe, radziecki polityk (zm. 1963)
  - Merle Fainsod, amerykański historyk, sowietolog (zm. 1972)
  - Pinky Lee, amerykański aktor, komik (zm. 1993)
  - Maria Ukniewska, polska pisarka, tancerka rewiowa (zm. 1962)
- 3 maja:
  - Carl Henry Alström, szwedzki psychiatra (zm. 1993)
  - Oleg Kierbikow, rosyjski psychiatra (zm. 1965)
  - Dorothy Young, amerykańska aktorka, tancerka, pisarka (zm. 2011)
- 4 maja – Maxence van der Meersch, francuski pisarz pochodzenia flamandzkiego (zm. 1951)
- 5 maja:
  - Florence Li Tim-Oi, chińska misjonarka, pierwsza kobieta wyświęcona na kapłana w ramach Wspólnoty Anglikańskiej (zm. 1992)
  - Yoritsune Matsudaira, japoński kompozytor (zm. 2001)
  - Janusz Pajewski, polski historyk, nauczyciel akademicki (zm. 2003)
  - Peter Steffes, niemiecki kolarz torowy (zm. 1992)
  - Iryna Wilde, ukraińska pisarka (zm. 1982)
- 7 maja:
  - Stanisław Beniger, polski inżynier, polityk, poseł na Sejm Ustawodawczy RP (zm. 1975)
  - Zofia Siemaszko, polska malarka, rzeźbiarka (zm. 2009)
  - Władimir Suchodolski, radziecki generał major, funkcjonariusz służb specjalnych (zm. 1966)
- 8 maja:
  - Stanisław Zdzisław Kozłowski, polski porucznik rezerwy (zm. 1940)
  - Sigvald Bernhard Refsum, norweski neurolog (zm. 1991)
- 9 maja:
  - Kathryn Kuhlman, amerykańska uzdrowicielka, kaznodziejka, ewangelistka (zm. 1976)
  - Baldur von Schirach, niemiecki działacz nazistowski, przywódca Hitlerjugend, gauleiter Wiednia (zm. 1974)
  - Fred Warngård, szwedzki lekkoatleta, młociarz (zm. 1950)
- 10 maja:
  - Daan van Dijk, holenderski kolarz torowy (zm. 1986)
  - PeeWee Hunt, amerykański puzonista jazzowy (zm. 1979)
  - Kalle Jalkanen, fiński biegacz narciarski (zm. 1941)
- 11 maja:
  - Boris Butoma, radziecki polityk (zm. 1976)
  - Lucyna Krzemieniecka, polska pisarka, poetka, autorka utworów dla dzieci (zm. 1955)
  - Kent Taylor, amerykański aktor (zm. 1987)
  - Bohdan Tymieniecki, polski podpułkownik, pisarz (zm. 1992)
- 12 maja:
  - Henryk Batowski, polski historyk, slawista (zm. 1999)
  - Leslie Charteris, brytyjski pisarz (zm. 1993)
  - Katharine Hepburn, amerykańska aktorka filmowa i teatralna (zm. 2003)
  - Antoni Tiałowski, polski plutonowy piechoty (zm. 1942)
  - Sirio Vernati, szwajcarski piłkarz (zm. 1993)
- 13 maja – Daphne du Maurier, brytyjska pisarka (zm. 1989)
- 14 maja:
  - Bo Gu, chiński polityk komunistyczny (zm. 1946)
  - Hans von der Groeben, niemiecki dziennikarz, dyplomata, polityk (zm. 2005)
  - Erik Jansson, szwedzki kolarz szosowy (zm. 1993)
  - Muhammad Ayub Khan, pakistański wojskowy, polityk, premier i prezydent Pakistanu (zm. 1974)
  - Johnny Moss, amerykański zawodowy pokerzysta (zm. 1995)
  - Jelena Ponsowa, rosyjska aktorka, pedagog (zm. 1966)
  - Karl Schulze, niemiecki bokser (zm. 1935)
  - Vicente Enrique y Tarancón, hiszpański duchowny katolicki, arcybiskup Oviedo, Toledo i Madrytu, prymas Hiszpanii, kardynał (zm. 1994)
- 15 maja:
  - Thomas J. Dodd, amerykański polityk, senator ze stanu Connecticut (zm. 1971)
  - Ernest Granier, francuski żeglarz, olimpijczyk (zm. 1993)
- 16 maja:
  - Jan Blaton, polski fizyk (zm. 1948)
  - Lauri Koskela, fiński zapaśnik (zm. 1944)
  - Antonín Puč, czeski piłkarz (zm. 1988)
  - Bob Tisdall, irlandzki lekkoatleta, płotkarz (zm. 2004)
- 17 maja:
  - Ilona Elek, węgierska florecistka (zm. 1988)
  - Álvaro Gestido, urugwajski piłkarz (zm. 1957)
- 18 maja:
  - Anna Gadzalanka-Bojarowa, polska działaczka ruchu ludowego, polityk, poseł do KRN (zm. 1995)
  - Roger Gilbert-Lecomte, francuski poeta, prozaik (zm. 1943)
  - Władysław Oszelda, polski dziennikarz, działacz polonijny (zm. 2005)
- 19 maja:
  - Jan Władysław Badowski, polski aktor, reżyser, dyrektor teatru (zm. 1980)
  - Leszek Dulęba, polski konstruktor lotniczy (zm. 1987)
- 20 maja – Franciszek Jägerstätter, austriacki tercjarz franciszkański, męczennik, błogosławiony (zm. 1943)
- 21 maja – Karl von Spreti, niemiecki polityk, dyplomata (zm. 1970)
- 22 maja:
  - Luiz Gervazoni, brazylijski piłkarz (zm. 1963)
  - Hergé, belgijski rysownik komiksów (zm. 1983)
  - Stanisław Kaliszewski, polski nauczyciel, dziennikarz, publicysta (zm. 1983)
  - Arnie Oliver, amerykański piłkarz, trener (zm. 1993)
  - Laurence Olivier, brytyjski aktor, reżyser teatralny (zm. 1989)
- 23 maja:
  - Lucjan Cylkowski, polski harcmistrz (zm. 1944)
  - Otylia Kałuża, polska lekkoatletka (zm. 1981)
  - François Laverne, francuski żeglarz, olimpijczyk (zm. 1988)
- 24 maja:
  - John King Fairbank, amerykański historyk, sinolog (zm. 1991)
  - Yoshiko Kawashima, chińska arystokratka, agentka wywiadu japońskiego (zm. 1948)
  - Adam Majewski, polski chirurg, pisarz (zm. 1979)
- 25 maja:
  - Stefan Bernadzikiewicz, polski taternik, himalaista, polarnik (zm. 1939)
  - Alberto Ramos, meksykański zawodnik polo (zm. 1967)
  - U Nu, birmański pisarz, polityk, premier Birmy (zm. 1995)
  - Siergiej Winogradow, radziecki dyplomata, polityk (zm. 1970)
- 26 maja:
  - Arturo Rodríguez, argentyński bokser (zm. 1982)
  - John Wayne (właśc. Marion Michael Morrison), amerykański aktor i reżyser (zm. 1979)
- 27 maja:
  - Rachel Carson, amerykańska biolog, pisarka (zm. 1964)
  - Karl Johannes Herbert Seifert, niemiecki matematyk (zm. 1996)
  - Giuseppe Maria Sensi, włoski kardynał (zm. 2001)
- 28 maja:
  - Władysław Midowicz, polski geograf i meteorolog, działacz turystyczny i krajoznawczy, z zamiłowania turysta górski (zm. 1993)
  - Francesco Severi, włoski kierowca wyścigowy (zm. 1980)
  - Adam Szengut, polski aktor pochodzenia żydowskiego (zm. 1974)
- 29 maja:
  - Denis Blundell, nowozelandzki krykiecista, prawnik, dyplomata, polityk (zm. 1984)
  - Maria Danilewicz Zielińska, polska pisarka (zm. 2003)
- 30 maja – Ingeborg Geisendörfer, niemiecka polityk (zm. 2006)
- 31 maja:
  - Gheorghe Arsenescu, rumuński podpułkownik, partyzant antykomunistyczny (zm. 1962)
  - Francesco De Martino, włoski prawnik, polityk (zm. 2002)
  - Åke Holmberg, szwedzki pisarz (zm. 1991)
  - Stanisław Łukasiewicz, polski pisarz (zm. 1996)
  - Roman Wesołowski, polski prawnik, fotograf (zm. 2000)
- 1 czerwca:
  - Jan Patočka, czeski filozof, wykładowca akademicki (zm. 1977)
  - Max Pauly, niemiecki funkcjonariusz nazistowski, komendant obozów koncentracyjnych: Stutthof i Neuengamme (zm. 1946)
  - Frank Whittle, brytyjski konstruktor lotniczy (zm. 1996)
- 2 czerwca:
  - Timofiej Achazow, radziecki polityk (zm. 1979)
  - Wanda Boniszewska, polska zakonnica, mistyczka chrześcijańska, stygmatyczka, Służebnica Boża (zm. 2003)
  - Teddy Yip, holenderski przedsiębiorca (zm. 2003)
- 3 czerwca:
  - Alfredo Mendez Gonzalez, amerykański duchowny katolicki, biskup Arecibo (zm. 1995)
  - Władysław Parczewski, polski klimatolog, meteorolog (zm. 1981)
  - Paul Rotha(inne języki), brytyjski reżyser filmów dokumentalnych, historyk, krytyk filmowy (zm. 1984)
- 4 czerwca:
  - Jacques Roumain, haitański pisarz, polityk komunistyczny (zm. 1944)
  - Rosalind Russell, amerykańska aktorka (zm. 1976)
- 5 czerwca:
  - Víctor Avendaño, argentyński bokser (zm. 1984)
  - Bill Dickey, amerykański baseballista (zm. 1993)
  - Antoni Dunin, polski porucznik (zm. 1939)
  - Joan M. Hussey, brytyjska historyk, bizantynolog (zm. 2006)
- 6 czerwca:
  - Edward Focherini, włoski męczennik, błogosławiony katolicki (zm. 1944)
  - Ernst Gaber, niemiecki wioślarz (zm. 1975)
- 7 czerwca:
  - Sigvard Bernadotte, szwedzki książę (zm. 2002)
  - Mascha Kaléko, niemiecka poetka pochodzenia żydowskiego (zm. 1975)
  - Czesław Surma, polski porucznik, żołnierz AK (zm. 1943)
  - Percy Wyld, brytyjski kolarz szosowy (zm. 1972)
- 8 czerwca:
  - Benjamin Hedges, amerykański lekkoatleta, skoczek wzwyż (zm. 1969)
  - Maria Kaczyńska, polska nauczycielka tajnego nauczania, żołnierz AK-ZWZ (zm. 1942)
  - Clemente Meroni, włoski bokser (zm. 1987)
  - Georges Speicher, francuski kolarz szosowy (zm. 1978)
- 9 czerwca – Władysław Smereka, polski duchowny katolicki, biblista, tłumacz (zm. 1983)
- 10 czerwca:
  - Jan Rabanowski, polski elektryk, polityk, członek PKWN, minister komunikacji (zm. 1958)
  - Antoni Rosikoń, polski inżynier budowy dróg i mostów (zm. 2013)
- 11 czerwca – Hilary Januszewski, polski kapucyn, męczennik, błogosławiony katolicki (zm. 1945)
- 12 czerwca:
  - Farid Simajka, egipski skoczek do wody, pilot wojskowy w służbie amerykańskiej (zm. 1943)
  - Hans Steger, niemiecki rzeźbiarz (zm. 1968)
  - Émile Veinante, francuski piłkarz, trener (zm. 1983)
  - Alexander Wood, amerykański piłkarz (zm. 1987)
- 14 czerwca:
  - René Char, francuski poeta (zm. 1988)
  - Jan Witkowski, polski filatelista (zm. 1996)
- 15 czerwca:
  - Karol Krefft, kaszubski poeta (zm. 1995)
  - Władimir Ustinow, radziecki generał major, polityk, dyplomata (zm. 1971)
  - Abżan Żusupow, kazachski polityk komunistyczny (zm. 1986)
- 16 czerwca – Jack Albertson, amerykański aktor, komik, śpiewak, tancerz (zm. 1981)
- 17 czerwca:
  - Maurice Cloche, francuski reżyser, scenarzysta i producent filmowy (zm. 1990)
  - Charles Eames, amerykański plastyk, projektant, architekt (zm. 1978)
  - Michał Patkaniowski, polski prawnik, historyk, wykładowca akademicki (zm. 1972)
- 18 czerwca:
  - Ernő Gereben, szwajcarski szachista pochodzenia węgierskiego (zm. 1988)
  - Leonid Graczow, radziecki generał major, polityk (zm. 1984)
- 19 czerwca:
  - Czesław Błaszczak, polski szachista, działacz szachowy (zm. 1985)
  - Władimir Nikitin, radziecki polityk (zm. 1959)
- 20 czerwca – Piotr Strebeyko, polski biolog, fizjolog roślin (zm. 2003)
- 21 czerwca:
  - Pēteris Balodis, łotewski kapitan (zm. 1978)
  - Stanisław Cieślewski, polski porucznik rezerwy, żołnierz AK, technik przemysłu leśnego (zm. 1952)
  - Gitta Mallasz, węgierska graficzka (zm. 1992)
  - Alojzy Nowara, polski nauczyciel, badacz dziejów lokalnych (zm. 1976)
  - Stanisław Zrałek, polski polityk, wojewoda gdański (zm. 1954)
- 23 czerwca – James Meade, brytyjski ekonomista, laureat Nagrody Banku Szwecji im. Alfreda Nobla w dziedzinie ekonomii (zm. 1995)
- 24 czerwca – Jan Orsza-Łukaszewicz, polski aktor, reżyser (zm. 1985)
- 25 czerwca:
  - J. Hans D. Jensen, niemiecki fizyk, laureat Nagrody Nobla w 1963 roku (zm. 1973)
  - Hugo Strauß, niemiecki wioślarz, żołnierz (zm. 1941)
  - Arsienij Tarkowski, rosyjski poeta, tłumacz (zm. 1989)
  - Tadeusz Teodorowicz-Todorowski, polski architekt (zm. 2001)
  - Carl-Dietrich von Trotha, niemiecki prawnik, ekonomista, działacz antynazistowski (zm. 1952)
- 27 czerwca – Albert Büchi, szwajcarski kolarz szosowy (zm. 1988)
- 28 czerwca:
  - Franciszka Themerson, polska malarka, rysowniczka, ilustratorka, scenografka, wydawca, nauczycielka akademicka pochodzenia żydowskiego (zm. 1988)
  - Paul-Émile Victor, francuski etnolog, badacz polarny, podróżnik i pisarz (zm. 1995)
- 30 czerwca – Roman Szuchewycz, ukraiński generał, dowódca UPA (zm. 1950)
- 1 lipca:
  - Fabian von Schlabrendorff, niemiecki prawnik, oficer Wehrmachtu, uczestnik niemieckiego ruchu oporu (zm. 1980)
  - Bill Stern, amerykański komentator sportowy (zm. 1971)
- 2 lipca – Wanda Łuczycka, polska aktorka teatralna i filmowa (zm. 1996)
- 3 lipca:
  - Janusz Jaroń, polski aktor (zm. 1960)
  - Władimir Łobanok, radziecki pułkownik, organizator i dowódca komunistycznego podziemia i ruchu partyzanckiego na terytorium Białoruskiej SRR (zm. 1984)
  - Tadeusz Mrugacz, polski polityk, poseł na Sejm PRL, prezydent Krakowa (zm. 1978)
  - Horia Sima, rumuński polityk faszystowski, kolaborant (zm. 1993)
- 4 lipca:
  - John Anderson, amerykański lekkoatleta, dyskobol (zm. 1948)
  - Roman Kryże, polski prawnik, sędzia wojskowy, zbrodniarz komunistyczny (zm. 1983)
  - Ernst Loof, niemiecki kierowca wyścigowy (zm. 1956)
- 5 lipca:
  - Ethel Smith, kanadyjska lekkoatletka, sprinterka (zm. 1979)
  - Warłam Szałamow, rosyjski prozaik, poeta (zm. 1982)
  - Maria Wardasówna, polska pisarka, pilotka (zm. 1986)
- 6 lipca:
  - Jaroslav Foglar, czeski autor literatury dziecięcej i młodzieżowej (zm. 1999)
  - Frida Kahlo, meksykańska malarka (zm. 1954)
- 7 lipca:
  - Robert Heinlein, amerykański pisarz science fiction (zm. 1988)
  - Paweł Sudopłatow, radziecki generał porucznik NKWD (zm. 1996)
- 8 lipca – Ołeh Olżycz, ukraiński poeta, archeolog, działacz nacjonalistyczny (zm. 1944)
- 9 lipca – Pavle Đurišić, serbski podpułkownik, kolaborant, zbrodniarz wojenny (zm. 1945)
- 10 lipca – Henryk Cieszyński, polski działacz komunistyczny (zm. 2002)
- 11 lipca:
  - Janusz Poray-Biernacki, polski pisarz (zm. 1996)
  - Feliks Widy-Wirski, polski lekarz, polityk, minister informacji i propagandy (zm. 1982)
- 12 lipca – Stanisław Herbst, historyk, varsavianista (zm. 1973)
- 13 lipca:
  - Marian Fontowicz, polski piłkarz, bramkarz (zm. 1988)
  - Licia Gualandris, włoska Służebnica Boża (zm. 2004)
  - Józef Różański, polski prawnik, polityk, oficer NKWD i MBP, poseł na Sejm Ustawodawczy, zbrodniarz stalinowski pochodzenia żydowskiego (zm. 1981)
  - Norbert Żaba, polski dyplomata, działacz emigracyjny (zm. 1994)
- 14 lipca:
  - Annabella, francuska aktorka (zm. 1996)
  - Zita Johann, amerykańska aktorka pochodzenia węgierskiego (zm. 1993)
  - Tadeusz Kroński, polski filozof, historyk filozofii (zm. 1958)
- 16 lipca:
  - Jan Zbigniew Mikulski, polski pilot wojskowy, szybownik, instruktor (zm. 1999)
  - Barbara Stanwyck, amerykańska aktorka (zm. 1990)
  - Eileen Bennett Whittingstall, brytyjska tenisistka (zm. 1979)
- 17 lipca:
  - Dudley Morton, amerykański komandor porucznik (zm. 1943)
  - Monty Southall, brytyjski kolarz torowy (zm. 1993)
- 18 lipca – Herbert Hart, brytyjski filozof analityczny (zm. 1992)
- 19 lipca:
  - Stanisław Bretsznajder, polski chemik, wykładowca akademicki (zm. 1967)
  - Kazimierz Grzybowski, polski prawnik, sowietolog (zm. 1993)
  - Paul Magloire, haitański generał, polityk, prezydent Haiti (zm. 2001)
- 20 lipca:
  - Bronisław Czerwiński, polski matematyk (zm. 1957)
  - Cor Kools, holenderski piłkarz, trener (zm. 1985)
- 21 lipca:
  - Elisabeth Behr-Sigel, francuska teolog prawosławna (zm. 2005)
  - Kazimierz Moczarski, polski pisarz, dziennikarz, żołnierz AK (zm. 1975)
  - Georg Rydeberg, szwedzki aktor (zm. 1983)
- 22 lipca:
  - Aldo Donelli, amerykański piłkarz, trener pochodzenia włoskiego (zm. 1994)
  - Phillips Holmes, amerykański aktor (zm. 1942)
  - Kazimierz Kubicki, polski aktor (zm. 1969)
  - Romualdas Marcinkus, litewski piłkarz, pilot wojskowy (zm. 1944)
  - Anton Schall, austriacki piłkarz, trener (zm. 1947)
- 23 lipca – Janusz Dietrych, polski inżynier mechanik, projektant technologii i maszyn górniczych (zm. 2001)
- 24 lipca:
  - Wiktor Grosz, polski generał brygady, działacz komunistyczny, publicysta, dyplomata pochodzenia żydowskiego (zm. 1956)
  - Pawieł Korotkow, rosyjski piłkarz (zm. 1983)
- 25 lipca – Johnny Hodges, amerykański saksofonista jazzowy (zm. 1970)
- 26 lipca:
  - André Gertler, węgierski skrzypek, pedagog pochodzenia żydowskiego (zm. 1998)
  - Adam Jaworski-Sas-Choroszkiewicz, polski generał brygady (zm. 1992)
  - István Pelle, węgierski gimnastyk (zm. 1986)
  - Tadeusz Tuszewski, polski konserwator i artysta książki, grafik, liternik, profesor warszawskiej Akademii Sztuk Pięknej (zm. 2004)
- 27 lipca:
  - Kajetan Boratyński, polski kapitan obserwator, entomolog (zm. 1980)
  - Rafał Glücksman, polski wydawca, historyk sztuki pochodzenia żydowskiego (zm. 1962)
  - Mikołaj Holc, polski duchowny prawosławny, męczennik pochodzenia niemieckiego (zm. 1944)
  - Petar Lubarda, serbski malarz (zm. 1974)
  - Gjon Shllaku, albański franciszkanin, więzień sumienia, błogosławiony (zm. 1946)
  - Gregory Vlastos, amerykański historyk filozofii starożytnej pochodzenia greckiego (zm. 1991)
- 28 lipca:
  - John Grahame Douglas Clark, brytyjski archeolog (zm. 1995)
  - Richard Niineste, estoński porucznik (zm. 1944)
- 29 lipca – Stanisław Biniecki, polski lekarz, farmaceuta, chemik (zm. 1999)
- 30 lipca:
  - Dmytro Jaciw, ukraiński działacz niepodległościowy, prawnik, polityk (zm. 1942)
  - Adam Sztark, pierwszy polski jezuita odznaczony medalem Sprawiedliwy wśród Narodów Świata (zm. 1942)
- 31 lipca:
  - Andrzej Jellonek, polski fizyk, radiotechnik (zm. 1998)
  - Yoshie Shiratori, japoński przestępca (zm. 1979)
  - Karol Żmij, polski teolog, duchowny rzymskokatolicki (zm. 1940)
- 1 sierpnia:
  - Marga von Etzdorf, niemiecka pilotka (zm. 1933)
  - Eric Shipton, angielski podróżnik, eksplorator, himalaista (zm. 1977)
- 2 sierpnia:
  - Zbigniew Przeradzki(inne języki), polski aktor, reżyser teatralny (zm. 1965)
  - Stiepan Suprun, radziecki podpułkownik pilot (zm. 1941)
- 3 sierpnia:
  - Adrienne Ames, amerykańska aktorka (zm. 1947)
  - Ernesto Geisel, brazylijski generał, polityk, prezydent Brazylii (zm. 1996)
  - Yang Shangkun, chiński polityk komunistyczny, przewodniczący ChRL (zm. 1998)
- 4 sierpnia:
  - Adolf Hollnagel, niemiecki archeolog (zm. 1975)
  - Karol Kocimski, polsko-amerykański architekt (zm. 1992)
  - Maria Starzewska, polska historyk sztuki (zm. 2004)
  - Mary Washburn, amerykańska lekkoatletka, sprinterka (zm. 1994)
- 5 sierpnia:
  - Adam Kopyciński, polski dyrygent, pianista, kompozytor i pedagog (zm. 1982)
  - Roger Loyer, francuski kierowca i motocyklista wyścigowy (zm. 1988)
- 6 sierpnia – Tadeusz Zygadło, polski skrzypek (zm. 1990)
- 8 sierpnia – Benny Carter, amerykański muzyk jazzowy (zm. 2003)
- 9 sierpnia – Wiktor Wróbel, polski polityk, poseł na Sejm PRL (zm. 1990)
- 11 sierpnia:
  - Ted A’Beckett, australijski krykiecista (zm. 1989)
  - Konstantin Rodzajewski, rosyjski prawnik, polityk faszystowski (zm. 1946)
  - Władysław Różycki, polski podporucznik pilot (zm. 1970)
- 12 sierpnia:
  - Noriko Awaya, japońska piosenkarka (zm. 1999)
  - Boy Charlton, australijski pływak (zm. 1975)
  - Benjamin Sheares, singapurski lekarz, polityk, prezydent Singapuru (zm. 1981)
  - Miguel Torga, portugalski prozaik, poeta (zm. 1995)
- 13 sierpnia:
  - Alfried Krupp von Bohlen und Halbach, niemiecki przemysłowiec (zm. 1967)
  - Erik Lundberg, szwedzki ekonomista (zm. 1987)
  - Tamara Makarowa, rosyjska aktorka, pedagog (zm. 1997)
  - Michaił Mukasiej, radziecki szpieg pochodzenia żydowskiego (zm. 2008)
  - Sofía Rojas, kolumbijska superstulatka (zm. 2022)
- 14 sierpnia:
  - Boris Ananjew, rosyjski psycholog, pedagog (zm. 1972)
  - Zbigniew Dunajewski, polski rzeźbiarz (zm. 1966)
  - Tadeusz Gliwic, polski ekonomista, działacz społeczny, wolnomularz (zm. 1994)
  - Feliks Topolski, polski malarz, rysownik, korespondent wojenny (zm. 1989)
- 17 sierpnia:
  - Julian Horodecki, polski polityk, poseł na Sejm PRL (zm. 1969)
  - Gunnar Jansson, szwedzki piłkarz (zm. 1998)
  - Zygmunt Mycielski, polski kompozytor, publicysta, pisarz, krytyk muzyczny (zm. 1987)
  - Vladas Niunka, litewski działacz partyjny i państwowy, agitator, propagandysta, religioznawca (zm. 1983)
  - Roger Peyrefitte, francuski pisarz (zm. 2000)
  - Ciro Verratti, włoski florecista (zm. 1971)
- 18 sierpnia:
  - Marek Eisner, polski endokrynolog (zm. 1994)
  - Eduard Macheiner, austriacki duchowny katolicki, arcybiskup Salzburga (zm. 1972)
- 19 sierpnia:
  - Elizeusz García García, hiszpański salezjanin, męczennik, błogosławiony katolicki (zm. 1936)
  - Aleksiej Łarionow, radziecki polityk (zm. 1960)
  - Radovan Zagović, czarnogórski poeta (zm. 1986)
- 20 sierpnia:
  - Nicolaus von Below, niemiecki oficer Luftwaffe (zm. 1983)
  - Paweł Krawczewicz, polski zakonnik, męczennik, Sługa Boży (zm. 1945)
- 21 sierpnia:
  - Walter Frentz, niemiecki operator filmowy, fotograf (zm. 2004)
  - Borys Kowerda, rosyjski działacz emigracyjny, zamachowiec pochodzenia białoruskiego (zm. 1987)
  - Nikołaj Łunin, radziecki kontradmirał, polityk (zm. 1970)
  - Hy Zaret, amerykański kompozytor, autor tekstów piosenek (zm. 2007)
- 22 sierpnia:
  - Zofia Batycka, polska aktorka (zm. 1989)
  - Peder Wahl, norweski narciarz klasyczny (zm. 1991)
- 23 sierpnia – Ludwik Gawrych, polski major, członek NOW i AK, uczestnik powstania warszawskiego (zm. 1979)
- 24 sierpnia:
  - Bruno Giacometti, szwajcarski architekt (zm. 2012)
  - Teté, brazylijski piłkarz, trener (zm. 1962)
- 25 sierpnia – Gustaw Billewicz, polski major, żołnierz AK, uczestnik powstania warszawskiego (zm. 1944)
- 27 sierpnia:
  - Alphonse Schepers, belgijski kolarz szosowy (zm. 1984)
  - Bolesław Wasylewski, polski dziennikarz, uczestnik powstania warszawskiego (zm. 1944)
- 28 sierpnia – Jerzy Fitio, polski aktor (zm. 1982)
- 29 sierpnia:
  - Ferdinando Barbieri, włoski kierowca wyścigowy (zm. 1997)
  - Jan Frenzel, niemiecki duchowny katolicki (zm. 1945)
  - Lurene Tuttle, amerykańska aktorka (zm. 1986)
  - Takeo Wakabayashi, japoński piłkarz (zm. 1937)
  - Tadeusz Zastawniak, polski piłkarz (zm. 1956)
- 30 sierpnia:
  - Leonor Fini, argentyńska malarka surrealistyczna pochodzenia włoskiego (zm. 1996)
  - John W. Mauchly, amerykański fizyk, inżynier (zm. 1980)
- 31 sierpnia:
  - Argentina Brunetti(inne języki), argentyńska aktorka (zm. 2005)
  - Ramon Magsaysay, filipiński polityk, prezydent Filipin (zm. 1957)
  - Altiero Spinelli, włoski polityk komunistyczny (zm. 1986)
- 1 września:
  - Mehdi Bazargan, irański inżynier, polityk, premier Iranu (zm. 1995)
  - Bronisław Broński(inne języki), polski aktor, reżyser teatralny (zm. 1970)
  - Walter Reuther, amerykański związkowiec, działacz społeczny pochodzenia niemieckiego (zm. 1970)
- 2 września:
  - Evelyn Hooker, amerykańska psycholog (zm. 1996)
  - Stefan Kalinowski, polski polityk, poseł na Sejm PRL, prokurator generalny (zm. 1983)
  - Fritz Szepan, niemiecki piłkarz, trener pochodzenia polskiego (zm. 1974)
- 4 września:
  - Maria Kotarba, polska kurierka ruchu oporu (zm. 1956)
  - Henry Palmé, szwedzki lekkoatleta, długodystansowiec (zm. 1987)
  - Eugenia Ravasio, włoska zakonnica, misjonarka, wizjonerka (zm. 1990)
- 5 września – Otton Lipkowski, polski pedagog (zm. 1982)
- 6 września:
  - John Adelbert Kelley, amerykański lekkoatleta, maratończyk (zm. 2004)
  - Maurice Kendall, brytyjski statystyk (zm. 1983)
- 7 września:
  - Stanisław Groński, polski alpinista (zm. 1957)
  - Olle Källgren, szwedzki piłkarz (zm. 1983)
  - Wacław Kubacki, polski pisarz, krytyk i historyk literatury (zm. 1992)
  - Ahmet Adnan Saygun, turecki kompozytor (zm. 1991)
- 8 września:
  - Jean Aerts, belgijski kolarz szosowy i torowy (zm. 1992)
  - Philip Arthur Fisher, amerykański inwestor giełdowy (zm. 2004)
  - Jacques Flouret, francuski koszykarz, lekkoatleta (zm. 1973)
  - Władysław Kozłowski, polski porucznik pilot, inżynier, konstruktor lotniczy (zm. 1942)
- 9 września:
  - Blagoje Marjanović, jugosłowiański piłkarz, trener (zm. 1984)
  - Edward Szymański, polski poeta, satyryk, dziennikarz (zm. 1943)
- 10 września – Marian Konopiński, polski duchowny katolicki, męczennik, błogosławiony katolicki (zm. 1943)
- 11 września:
  - Lew Oborin, rosyjski pianista, zwycięzca I Międzynarodowego Konkursu Pianistycznego im. Fryderyka Chopina w 1927 roku (zm. 1974)
  - Siergiej Sikorski, radziecki dowódca partyzancki, polityk (zm. 1960)
- 12 września:
  - Roger Bonvin, szwajcarski polityk, prezydent Szwajcarii (zm. 1982)
  - Spud Chandler, amerykański baseballista (zm. 1990)
  - Louis MacNeice, irlandzki poeta, dramaturg (zm. 1963)
  - Rozalia Ochab, polska pierwsza dama pochodzenia żydowskiego (zm. 1996)
  - Alina Szemińska, polska pedagog, psycholog (zm. 1986)
- 13 września:
  - Phil Edwards, kanadyjski lekkoatleta, średniodystansowiec (zm. 1971)
  - Siemion Iwanow, radziecki generał armii (zm. 1993)
  - Mitrush Kuteli, albański ekonomista, pisarz, tłumacz (zm. 1967)
  - George Meader, amerykański polityk (zm. 1994)
  - Stanisław Urban, polski podporucznik rezerwy, wioślarz (zm. 1940)
- 14 września:
  - Solomon Asch, amerykański psycholog pochodzenia polskiego (zm. 1996)
  - Cecil Brown, amerykański korespondent wojenny (zm. 1987)
- 15 września:
  - Jack Bailey, amerykański aktor (zm. 1980)
  - Gunnar Ekelöf, szwedzki poeta (zm. 1968)
  - Wacław Karłowicz, polski duchowny katolicki, kapelan AK (zm. 2007)
  - Fay Wray, amerykańska aktorka (zm. 2004)
- 17 września:
  - Camille Bryen, francuski malarz, poeta (zm. 1977)
  - Warren Earl Burger, amerykański prawnik, prezes Sądu Najwyższego (zm. 1995)
  - Siarhiej Dziarhaj, białoruski poeta, tłumacz (zm. 1980)
  - Michał Remón Salvador, hiszpański franciszkanin, męczennik, błogosławiony katolicki (zm. 1936)
- 18 września:
  - Jakob Brendel, niemiecki bokser (zm. 1964)
  - Edwin Mattison McMillan, amerykański chemik, laureat Nagrody Nobla (zm. 1991)
- 20 września:
  - Antoine-Pierre Khoraiche, libański duchowny Kościoła maronickiego, patriarcha Antiochii, kardynał (zm. 1994)
  - Stefan Kieniewicz, polski historyk, archiwista (zm. 1992)
  - Alfons Tomaszewski, polski duchowny katolicki (zm. 1979)
- 21 września:
  - Edward Bullard, brytyjski geofizyk (zm. 1980)
  - Eugen Mack, szwajcarski gimnastyk (zm. 1978)
- 22 września – Zbigniew Przybyszewski, polski komandor porucznik (zm. 1952)
- 23 września:
  - Duarte Nuno Bragança, pretendent do tronu Portugalii (zm. 1976)
  - Anne Desclos, francuska pisarka, tłumaczka (zm. 1998)
  - Karl Axel Ekbom, szwedzki neurolog (zm. 1977)
  - Jens Enevoldsen, duński szachista, sędzia szachowy (zm. 1980)
  - František Filipovský, czeski aktor (zm. 1993)
  - Halina Jastrzębowska-Sigmund, polska malarka, architektka wnętrz (zm. 2003)
  - Jerzy Kołaczkowski, polski dyrygent, kompozytor, publicysta muzyczny (zm. 1995)
- 24 września – Martín Marculeta, hiszpański piłkarz, trener (zm. 1984)
- 25 września:
  - William Harvell, brytyjski kolarz torowy i szosowy (zm. 1985)
  - Borys Karnicki, polski komandor porucznik (zm. 1985)
  - Jerzy Otfinowski, polski piłkarz, bramkarz (zm. 2000)
- 26 września:
  - John Collier, amerykański lekkoatleta, płotkarz (zm. 1974)
  - Bep van Klaveren, holenderski bokser (zm. 1992)
- 27 września:
  - Bronisława Gerson-Dobrowolska, polska aktorka (zm. 1981)
  - Raúl Silva Henríquez, chilijski duchowny katolicki, arcybiskup metropolita Santiago, kardynał (zm. 1999)
- 28 września:
  - Ragnar Gustavsson, szwedzki piłkarz (zm. 1980)
  - Heikki Savolainen, fiński gimnastyk (zm. 1997)
  - Jewgienij Zawojski, radziecki fizyk jądrowy (zm. 1976)
- 29 września:
  - Gene Autry, amerykański aktor, piosenkarz (zm. 1998)
  - Bolesław Nieczuja-Ostrowski, polski wojskowy, żołnierz podziemia (zm. 2008)
  - Hans Martin Sutermeister, szwajcarski lekarz, wolnomyśliciel, polityk (zm. 1977)
  - Axel Wikström, szwedzki biegacz narciarski (zm. 1976)
- 30 września:
  - Filip Siphong Onphitak, tajski męczennik, błogosławiony katolicki (zm. 1940)
  - Stanisław Sawicki, polski germanista, skandynawista, tłumacz (zm. 1944)
- 1 października:
  - Aurelio Genghini, włoski lekkoatleta, długodystansowiec (zm. 2001)
  - Boris Nikołajew, radziecki polityk (zm. 1973)
- 2 października:
  - Ángel León Gozalo, hiszpański strzelec sportowy (zm. 1979)
  - Jan Hulsker, holenderski historyk sztuki (zm. 2002)
  - Victor Paz Estenssoro, boliwijski prawnik, polityk, prezydent Boliwii (zm. 2001)
  - Alexander Todd, szkocki chemik, laureat Nagrody Nobla (zm. 1997)
- 3 października – Tadeusz Becela, polski działacz komunistyczny, pisarz (zm. 1992)
- 4 października:
  - Spirydion Albański, polski piłkarz, bramkarz (zm. 1992)
  - Franciszka Denis-Słoniewska, polska śpiewaczka operowa (mezzosopran) (zm. 1992)
  - Franciszek Jurecki, polski porucznik, żołnierz AK, uczestnik powstania warszawskiego (zm. 1944)
- 5 października:
  - Giuseppe Castelli, włoski lekkoatleta, sprinter (zm. 1942)
  - Alina Hulanicka, polska lekkoatletka, ginekolog-położnik (zm. 1989)
  - Ragnar Nurkse, estoński ekonomista (zm. 1959)
- 6 października – Jeremi Wasiutyński, polski filozof, astrofizyk (zm. 2005)
- 7 października:
  - Iwan Czugunow, radziecki polityk (zm. 1972)
  - Tex Gibbons, amerykański koszykarz (zm. 1984)
  - Józef Klejer, polski aktor, reżyser (zm. 1973)
- 8 października:
  - Art Babbitt, amerykański animator (zm. 1992)
  - Wincenty Danek, polski polonista, pedagog, historyk literatury (zm. 1976)
  - Hugh Foot, brytyjski arystokrata, polityk kolonialny (zm. 1990)
  - Fernand Jaccard, szwajcarski piłkarz, trener (zm. 2008)
  - Halina Korolec-Bujakowska, polska podróżniczka, reportażystka (zm. 1971)
  - Polina Osipienko, radziecka major (zm. 1939)
- 9 października:
  - Jadwiga Domańska, polska aktorka, reżyserka teatralna (zm. 1996)
  - Quintin Hogg, brytyjski arystokrata, prawnik, polityk (zm. 2001)
  - Wacław Jeżewski, polski piłkarz, trener (zm. 1968)
  - Klaes Karppinen, fiński biegacz narciarski (zm. 1992)
  - Jacques Tati, francuski reżyser filmowy, aktor (zm. 1982)
  - Horst Wessel, niemiecki działacz nazistowski (zm. 1930)
- 10 października:
  - Sälken Däulenow, kazachski i radziecki polityk (zm. 1984)
  - Edward Dawson, kanadyjski koszykarz (zm. 1968)
- 11 października – Tadeusz Woźniak(inne języki), polski aktor (zm. 1973)
- 12 października – Jerzy Kurcyusz, polski prawnik, adwokat, polityk (zm. 1988)
- 13 października:
  - Yves Allégret, francuski reżyser i scenarzysta filmowy, montażysta, operator dźwięku (zm. 1987)
  - Margit Dajka, węgierska aktorka (zm. 1986)
  - Iwan Hadżijski, bułgarski socjolog, psycholog, publicysta (zm. 1944)
- 14 października:
  - Ignace Gelb, amerykański historyk, językoznawca pochodzenia żydowskiego (zm. 1985)
  - Allan Jones, amerykański aktor (zm. 1992)
- 15 października:
  - John Francis Dearden, amerykański duchowny katolicki, arcybiskup Detroit, kardynał (zm. 1988)
  - Varian Fry, amerykański dziennikarz (zm. 1967)
  - Tadeusz Sułkowski, polski podporucznik, poeta, prozaik, krytyk literacki, dziennikarz (zm. 1960)
- 16 października:
  - Petro Hryhorenko, radziecki wojskowy, polityk, dysydent (zm. 1987)
  - Faina Jepifanowa, radziecka animatorka (zm. 1988)
  - Zezé Moreira, brazylijski piłkarz, trener (zm. 1998)
  - Roger Vailland, francuski prozaik, eseista, scenarzysta filmowy (zm. 1965)
- 17 października – John Marley, amerykański aktor (zm. 1984)
- 18 października:
  - Enrico Forcella, wenezuelski strzelec sportowy (zm. 1989)
  - Adriaan Maas, holenderski żeglarz, medalista olimpijski (zm. 1996)
  - Mihail Sebastian, rumuński dramaturg, prozaik pochodzenia żydowskiego (zm. 1945)
- 19 października
  - Alice Marriott, amerykańska przedsiębiorczyni i filantropka (zm. 2000)
  - Wilhelm Wichurski, polski aktor (zm. 1979)
- 20 października:
  - Christopher Caudwell, brytyjski marksista, myśliciel, prozaik, poeta (zm. 1937)
  - Augustyn Józef Czartoryski, polski książę (zm. 1946)
  - Arlene Francis, amerykańska aktorka (zm. 2001)
  - Jan Lech, polski major (zm. 1944)
- 21 października:
  - Ludwik Witold Paszkiewicz, polski porucznik pilot, as myśliwski (zm. 1940)
  - Katarzyna Szymon, polska mistyczka, stygmatyczka i wizjonerka (zm. 1986)
- 22 października:
  - Vince Dundee, amerykański bokser (zm. 1949)
  - Jimmie Foxx, amerykański baseballista (zm. 1967)
  - Zdzisław Rajewski, polski archeolog, muzealnik (zm. 1974)
  - Emilie Schindler, austriacka działaczka antynazistowska, Sprawiedliwa wśród Narodów Świata (zm. 2001)
  - Jan Trepczyk, kaszubski literat i działacz społeczny (zm. 1989)
- 23 października – Jewgienij Łoginow, radziecki marszałek lotnictwa, polityk (zm. 1970)
- 24 października:
  - Helena Csorba, polska socjolog medycyny (zm. 1985)
  - Bruno Munari, włoski malarz, rzeźbiarz, architekt (zm. 1998)
  - Ezra Clark Stillman, amerykański filolog, interlingwista, poeta, tłumacz (zm. 1995)
- 26 października – Wszechwład Maracewicz, polski komandor podporucznik (zm. 1987)
- 27 października:
  - Stanisław Ehrlich, polski prawnik, wykładowca akademicki (zm. 1997)
  - Jadwiga Grabda, polska zoolog, parazytolog, wykładowczyni akademicka (zm. 1981)
  - Adelaide Lambert, amerykańska pływaczka (zm. 1996)
- 28 października:
  - Miguel Caló, argentyński muzyk, kompozytor (zm. 1972)
  - Thomas Hampson, brytyjski lekkoatleta, średniodystansowiec (zm. 1965)
- 29 października – Stephan Preuschoff, niemiecki malarz, grafik, ilustrator (zm. 1994)
- 30 października:
  - Władysław Król, polski piłkarz, hokeista, trener, działacz sportowy (zm. 1991)
  - Ludomir Marczak, polski kompozytor, działacz socjalistyczny, dziennikarz (zm. 1943)
  - Giuseppe Peruchetti, włoski piłkarz, bramkarz, trener (zm. 1995)
  - Kazimierz Sowiński, polski poeta, prozaik, dramaturg (zm. 1982)
- 31 października:
  - Mirosław Krzyżański, polski matematyk (zm. 1965)
  - Irmina Rzeźnicka, polska lekkoatletka (zm. 1989)
- 1 listopada:
  - Edmond Delfour, francuski piłkarz, trener (zm. 1990)
  - Giovanni Delise, włoski wioślarz (zm. 1947)
- 2 listopada:
  - Walter Kaiser, niemiecki piłkarz (zm. 1982)
  - Émile Stijnen, belgijski piłkarz, trener (zm. 1997)
- 3 listopada:
  - Hubert Kessler, węgierski geograf, geolog, hydrolog krasu, speleolog (zm. 1994)
  - Leopold Łacina, polski porucznik obserwator (zm. 1939)
  - Stanisław Pawlak, polski ślusarz, polityk, poseł na Sejm PRL (zm. 2001)
  - Frank Séchehaye, szwajcarski piłkarz, bramkarz, trener (zm. 1982)
- 4 listopada:
  - Károly Bartha, węgierski pływak (zm. 1991)
  - Kazimierz Krysiak, polski biolog (zm. 1977)
  - Józef Karol Lasocki, polski kompozytor, dyrygent, pedagog (zm. 1996)
- 5 listopada:
  - Allan Bohlin, szwedzki aktor (zm. 1959)
  - Bruno Pellizzari, włoski kolarz torowy (zm. 1991)
  - Michał Wituszka, białoruski generał, polityk, działacz narodowy i emigracyjny (zm. 2006)
- 7 listopada:
  - Mychajło Dobrianski-Demkowycz, ukraiński historyk, dziennikarz, pisarz, działacz emigracyjny (zm. 2003)
  - Bessie Hendricks, amerykańska superstulatka (zm. 2023)
- 8 listopada:
  - Herman Looman, holenderski żeglarz, olimpijczyk (zm. 1989)
  - Augustyn Suski, polski działacz ludowy, poeta, publicysta, pedagog (zm. 1942)
- 9 listopada:
  - Eugen Deutsch, niemiecki sztangista (zm. 1945)
  - Mieczysław Milecki, polski aktor, reżyser radiowy (zm. 1988)
  - Stefan Orliński, polski generał brygady (zm. 1966)
  - Kō Takamoro, japoński piłkarz (zm. 1995)
- 10 listopada:
  - Jane Froman, amerykańska aktorka, piosenkarka (zm. 1980)
  - Wanda Jakubowska, polska reżyserka i scenarzystka filmowa (zm. 1998)
  - Bernard Ormanowski, polski wioślarz (zm. 1984)
- 12 listopada:
  - Ernst Albrecht, niemiecki piłkarz (zm. 1976)
  - Sam Ichinose, amerykański menedżer bokserski (zm. 1993)
  - Stanisław Pastecki, polski hokeista (zm. 1988)
- 13 listopada:
  - Zbigniew Oleński, polski kapitan pilot, szybownik, pilot doświadczalny (zm. 1970)
  - Ernst Ristmägi, estoński polityk komunistyczny (zm. 1976)
  - László Szollás, węgierski łyżwiarz figurowy pochodzenia żydowskiego (zm. 1980)
  - Valter Tauli, estoński językoznawca-uralista (zm. 1986)
  - Savang Vatthana, król Laosu (zm. 1978)
- 14 listopada:
  - Władysław Kopaliński, polski pisarz, leksykograf, tłumacz, wydawca pochodzenia żydowskiego (zm. 2007)
  - Astrid Lindgren, szwedzka autorka literatury dziecięcej, Kawaler Orderu Uśmiechu (zm. 2002)
  - William Steig, amerykański rysownik, autor komiksów (zm. 2003)
- 15 listopada:
  - Israel Horowitz, amerykański szachista, dziennikarz szachowy pochodzenia żydowskiego (zm. 1973)
  - Edward Marczewski, polski matematyk pochodzenia żydowskiego (zm. 1976)
  - Claus von Stauffenberg, niemiecki oficer, sprawca nieudanego zamachu na Hitlera (zm. 1944)
- 16 listopada:
  - Aleksandra Majewska, polska pedagog społeczna (zm. 1990)
  - Burgess Meredith, amerykański aktor (zm. 1997)
- 17 listopada:
  - Zygmunt Filipowicz, polski ekonomista, działacz katolicki, wykładowca akademicki, polityk, poseł na Sejm PRL (zm. 1984)
  - Israel Regardie, brytyjski pisarz, okultysta pochodzenia żydowskiego (zm. 1985)
  - Stanisław Sekutowicz, polski zoolog, kapitan pilot (zm. 1944)
- 18 listopada:
  - Pierre Dreyfus, francuski przemysłowiec, polityk (zm. 1994)
  - Hilario López, meksykański piłkarz (zm. 1965)
  - Gwen Meredith, australijska pisarka (zm. 2006)
  - Compay Segundo, kubański muzyk, gitarzysta (zm. 2003)
- 19 listopada:
  - Luigi Beccali, włoski lekkoatleta, średniodystansowiec (zm. 1990)
  - James Darcy Freeman, australijski duchowny katolicki, arcybiskup metropolita Sydney, kardynał (zm. 1991)
  - Jack Schaefer, amerykański pisarz (zm. 1991)
- 20 listopada:
  - Fran Allison, amerykańska aktorka (zm. 1989)
  - Henri-Georges Clouzot, francuski reżyser, scenarzysta i producent filmowy (zm. 1977)
  - Petar Lončarević, serbski piłkarz (zm. 1978)
- 21 listopada:
  - Bolesław Kieniewicz, polski generał dywizji, polityk, poseł na Sejm PRL (zm. 1969)
  - Darling Légitimus, francuska aktorka (zm. 1999)
  - Ernesto Mascheroni, urugwajsko-włoski piłkarz (zm. 1984)
  - Marian Mięsowicz, polski fizyk, wykładowca akademicki, polityk, poseł na Sejm PRL (zm. 1992)
- 22 listopada:
  - Nikołaj Djakow, radziecki polityk (zm. 1980)
  - Dora Maar, francuska malarka, fotografka pochodzenia chorwackiego (zm. 1997)
  - Guido Masetti, włoski piłkarz, bramkarz, trener (zm. 1993)
- 23 listopada – Run Run Shaw, chiński producent filmowy i filantrop (zm. 2014)
- 24 listopada – Ludwik Zabrocki, polski językoznawca, wykładowca akademicki (zm. 1977)
- 25 listopada:
  - Stanisław Borczyk, polski polityk emigracyjny (zm. 1997)
  - Johnny Hindmarsh, brytyjski kierowca wyścigowy (zm. 1938)
  - Józef Łastowski, polski inżynier hutnik, polityk, poseł na Sejm PRL (zm. 1986)
  - Władysław Szelka, polski sierżant piechoty, żołnierz ZWZ-AK (zm. 1944)
  - Witold Wypijewski, polski piłkarz, trener (zm. 1981)
- 26 listopada:
  - David Ewen, amerykański historyk i krytyk muzyczny pochodzenia austriackiego (zm. 1985)
  - Agnes Geraghty, amerykańska pływaczka (zm. 1974)
  - Ruth Patrick, amerykańska botanik (zm. 2013)
- 27 listopada:
  - Eric Brook, angielski piłkarz (zm. 1965)
  - L. Sprague de Camp, amerykański pisarz science fiction i fantasy (zm. 2000)
  - Bazyli (Kostić), serbski biskup prawosławny (zm. 1978)
  - Zygmunt Wieczorek, polski wioślarz, porucznik obserwator RAF (zm. 1942)
- 28 listopada:
  - Alberto Moravia, włoski dziennikarz, pisarz, polityk pochodzenia żydowskiego (zm. 1990)
  - Zbigniew Zieliński, polski inżynier architekt (zm. 1968)
- 29 listopada – Piotr Buder, polski plutonowy, obrońca Westerplatte (zm. 1957)
- 30 listopada:
  - Jacques Barzun, amerykański historyk i filozof (zm. 2012)
  - Nikołaj Guriejew, radziecki polityk (zm. 1978)
  - Alfred Schmitt, francuski astronom (zm. 1975)
- 1 grudnia:
  - Joe Aiuppa, amerykański mafioso pochodzenia włoskiego (zm. 1997)
  - Eligia Bąkowska, polska tłumaczka, redaktor, nauczycielka (zm. 1994)
- 2 grudnia – Harold T. Johnson, amerykański polityk (zm. 1988)
- 3 grudnia:
  - Jan Grudziński, polski oficer marynarki wojennej (zm. 1940)
  - Virginia Kellogg, amerykańska scenarzystka filmowa (zm. 1981)
  - Ryhor Kruszyna, białoruski poeta, dziennikarz i działacz emigracyjny (zm. 1979)
- 4 grudnia:
  - Peter Bartrum, brytyjski genealog (zm. 2008)
  - Ksawery Pruszyński, polski reporter, publicysta, literat, dyplomata (zm. 1950)
- 5 grudnia:
  - William Barclay, szkocki duchowny Kościoła Szkocji, teolog, pisarz religijny, prezenter radiowy i telewizyjny (zm. 1978)
  - Alina Centkiewicz, polska pisarka (zm. 1993)
  - Lin Biao, chiński dowódca wojskowy, rewolucjonista, polityk (zm. 1971)
- 6 grudnia:
  - Giovanni Ferrari, włoski piłkarz (zm. 1982)
  - Władimir Nowikow, radziecki polityk (zm. 2000)
- 7 grudnia:
  - Mikołaj Dwornikow, białoruski polityk komunistyczny, komisarz polityczny (zm. 1938)
  - Faridża Zu’arec, izraelski polityk (zm. 1993)
- 8 grudnia – (lub 9 grudnia) Robert Fein, austriacki sztangista (zm. 1975)
- 9 grudnia:
  - Ernest Marples, brytyjski polityk (zm. 1978)
  - Jerzy Walerian Skolimowski, polski wioślarz, oficer wywiadu wojskowego (zm. 1985)
- 10 grudnia:
  - Lucien Laurent, francuski piłkarz (zm. 2005)
  - Amedeo Nazzari, włoski aktor (zm. 1979)
- 11 grudnia – Aleksander Bekier, polski podpułkownik, działacz komunistyczny, dyplomata pochodzenia żydowskiego (zm. 1963)
- 12 grudnia:
  - Kenneth Blackburne, jamajski polityk, gubernator generalny Jamajki (zm. 1980)
  - Halina Buyno-Łoza, polska aktorka (zm. 1991)
  - Stanisław Golachowski, polski muzykolog (zm. 1951)
  - Zbigniew Korosadowicz, polski geograf, taternik, naczelnik TOPR (zm. 1983)
- 13 grudnia:
  - Teodor Bujnicki, polski poeta, satyryk, krytyk literacki (zm. 1944)
  - Władysław Findysz, polski duchowny katolicki, męczennik, błogosławiony (zm. 1964)
  - Bill Holland, amerykański kierowca wyścigowy (zm. 1984)
  - Jacques Opangault, kongijski polityk, premier Konga (zm. 1978)
  - Jerzy Zagórski, polski poeta, eseista i tłumacz (zm. 1984)
- 14 grudnia:
  - Juan Carlos Corazzo, urugwajski piłkarz, trener (zm. 1986)
  - Wiktor Graczow, radziecki generał porucznik lotnictwa (zm. 1991)
  - Zenon Kruk, polski piłkarz (zm. 1986)
- 15 grudnia:
  - Richard Crossman, brytyjski dziennikarz, polityk (zm. 1974)
  - Gordon Douglas(inne języki), amerykański reżyser filmowy (zm. 1993)
  - Bob Hawk, amerykańska osobowość radiowa (zm. 1989)
  - Esko Järvinen, fiński skoczek narciarski, kombinator norweski (zm. 1976)
  - Oscar Niemeyer, brazylijski architekt, nestor światowej architektury modernistycznej (zm. 2012)
- 16 grudnia – Barbara Kent, kanadyjska aktorka (zm. 2011)
- 17 grudnia – Anatolij Lepin, rosyjski kompozytor (zm. 1984)
- 18 grudnia:
  - Zofia Fafius, polska architektka (zm. 1988)
  - Christopher Fry, brytyjski dramaturg, poeta (zm. 2005)
- 19 grudnia – Vasja Pirc, słoweński szachista (zm. 1980)
- 20 grudnia:
  - Jan Badura, polski piłkarz (zm. 1975)
  - István Bárány, węgierski pływak (zm. 1995)
  - Nikołaj Konowałow, radziecki polityk (zm. 1993)
  - Al Rinker, amerykański piosenkarz i kompozytor jazzowy (zm. 1982)
- 21 grudnia:
  - Herbert Andrewartha, australijski entomolog, ekolog (zm. 1992)
  - Zoja Fiodorowa, rosyjska aktorka (zm. 1981)
  - Wiktor Kłosiewicz, polski działacz komunistyczny, polityk, poseł do KRN i na Sejm Ustawodawczy, członek Rady Państwa (zm. 1992)
- 22 grudnia:
  - Zygmunt Ambros, polski ortopeda (zm. 1963)
  - Peggy Ashcroft, brytyjska aktorka (zm. 1991)
  - Jewdokija Raczkiewicz, radziecka podpułkownik lotnictwa (zm. 1975)
- 23 grudnia:
  - Mahmoud Mokhtar El-Tetsh, egipski piłkarz, działacz sportowy (zm. 1965)
  - Awraham Stern, żydowski poeta, syjonista, terrorysta (zm. 1942)
- 24 grudnia:
  - André Cailleux, francuski geolog, geograf (zm. 1986)
  - John Cody, amerykański duchowny katolicki, arcybiskup Chicago, kardynał (zm. 1982)
  - Lucyna Niedziałkówna-Przybylska, polska spikerka radiowa (zm. 1981)
- 25 grudnia:
  - Cab Calloway, amerykański wokalista, kompozytor i bandlider jazzowy (zm. 1994)
  - Karol Díaz Gandía, hiszpański działacz Akcji Katolickiej, męczennik, błogosławiony katolicki (zm. 1936)
  - Adolf Krzyk, polski piłkarz, bramkarz (zm. 1987)
- 26 grudnia:
  - Gabriele Allegra, włoski franciszkanin, misjonarz, biblista, tłumacz, socjolog, błogosławiony katolicki (zm. 1976)
  - Ludmiła Błotnicka, polska pisarka (zm. 1981)
  - Crisant Bosch, hiszpański piłkarz, trener (zm. 1981)
  - Albert Gore, amerykański polityk, senator ze stanu Tennessee (zm. 1998)
- 27 grudnia – Nikołaj Trubieckoj, rosyjski emigracyjny duchowny, działacz i publicysta prawosławny (zm. 1978)
- 28 grudnia:
  - Erich Mielke, wschodnioniemiecki polityk komunistyczny, szef Stasi (zm. 2000)
  - Roman Palester, polski kompozytor (zm. 1989)
- 30 grudnia:
  - Sigmund Ruud, norweski skoczek narciarski, kombinator norweski, narciarz alpejski (zm. 1994)
  - Egon Vielrose, polski ekonomista, demograf (zm. 1984)
- 31 grudnia – Ramón de la Fuente Leal, hiszpański piłkarz, trener (zm. 1973)

- data dzienna nieznana:
  - José Bustamante, boliwijski piłkarz (zm. ?)
  - William Kruskal, amerykański matematyk, statystyk i kryptolog (zm. 1994)

## Zmarli
- 6 stycznia – Jan Stanisławski, polski malarz, przedstawiciel modernizmu (ur. 1860)
- 25 stycznia:
  - Michał Kirkor, doktor medycyny, taternik (ur. 1871)
  - Oskar Meister, niemiecki organista i dyrygent (ur. 1846)[1]
- 2 lutego – Dmitrij Mendelejew, rosyjski chemik, twórca układu okresowego pierwiastków (ur. 1834)
- 10 lutego – Claude Whittindale, brytyjski rugbysta, medalista olimpijski (ur. 1881)
- 12 lutego – Muriel Robb, brytyjska tenisistka (ur. 1878)
- 16 lutego – Giosuè Carducci, włoski poeta, laureat Nagrody Nobla (ur. 1835)
- 13 marca – Fritz Scheel, niemiecki dyrygent i skrzypek (ur. 1852)
- 13 kwietnia – Michał Michalski, poseł do Sejmu galicyjskiego, prezydent Lwowa (ur. 1846)
- 15 maja – Thomas Shanahan, irlandzki rugbysta (ur. 1864)
- 18 maja – Henryk Jordan, polski lekarz, społecznik, pionier wychowania fizycznego w Polsce (ur. 1842)
- 30 maja – Ottomar Anschütz, niemiecki wynalazca i fotograf, pionier kinematografii (ur. 1846)
- 19 czerwca – Hugo Hartmann, niemiecki organista, nauczyciel muzyki, kompozytor (ur. 1862)
- 16 sierpnia – Karol Potkański, polski historyk, etnograf, badacz regionu, taternik (ur. 1861)
- 4 września – Edvard Grieg, pianista, dyrygent i kompozytor norweski (ur. 1843)
- 28 września – Fryderyk I Badeński, wielki książę Badenii (ur. 1826)
- 30 września – Henryk Rewakowicz, polski dziennikarz, działacz ludowy, polityk, uczestnik powstania styczniowego (ur. 1837)
- 1 listopada – Alfred Jarry, francuski poeta i pisarz (ur. 1873)
- 15 listopada – Józef Kalinowski, święty, polski inżynier wojskowy, powstaniec styczniowy (ur. 1835)
- 22 listopada – Asaph Hall, astronom amerykański, odkrywca księżyców Marsa (ur. 1829)
- 28 listopada – Stanisław Wyspiański, polski artysta malarz (ur. 1869)
- 8 grudnia – Oskar II Bernadotte, król Szwecji i Norwegii (ur. 1829)
- 17 grudnia – Lord Kelvin, brytyjski matematyk i fizyk (ur. 1824)
- 25 grudnia – Maria od Apostołów Wüllenweber, niemiecka zakonnica, błogosławiona katolicka (ur. 1833)

## Zdarzenia astronomiczne
- 14 stycznia – całkowite zaćmienie Słońca

## Nagrody Nobla
- z fizyki – Albert Abraham Michelson
- z chemii – Eduard Buchner
- z medycyny – Charles Laveran
- z literatury – Rudyard Kipling
- nagroda pokojowa – Ernesto Teodoro Moneta, Louis Renault

## Święta ruchome
- Tłusty czwartek: 7 lutego
- Ostatki: 12 lutego
- Popielec: 13 lutego
- Niedziela Palmowa: 24 marca
- Pamiątka śmierci Jezusa Chrystusa: 28 marca
- Wielki Czwartek: 28 marca
- Wielki Piątek: 29 marca
- Wielka Sobota: 30 marca
- Wielkanoc: 31 marca
- Poniedziałek Wielkanocny: 1 kwietnia
- Wniebowstąpienie Pańskie: 9 maja
- Zesłanie Ducha Świętego: 19 maja
- Boże Ciało: 30 maja